# Cathédrale Saint-Étienne d'Auxerre
Pour les articles homonymes, voir Saint-Étienne (homonymie).
Cette  cathédrale n’est pas la seule cathédrale Saint-Étienne.

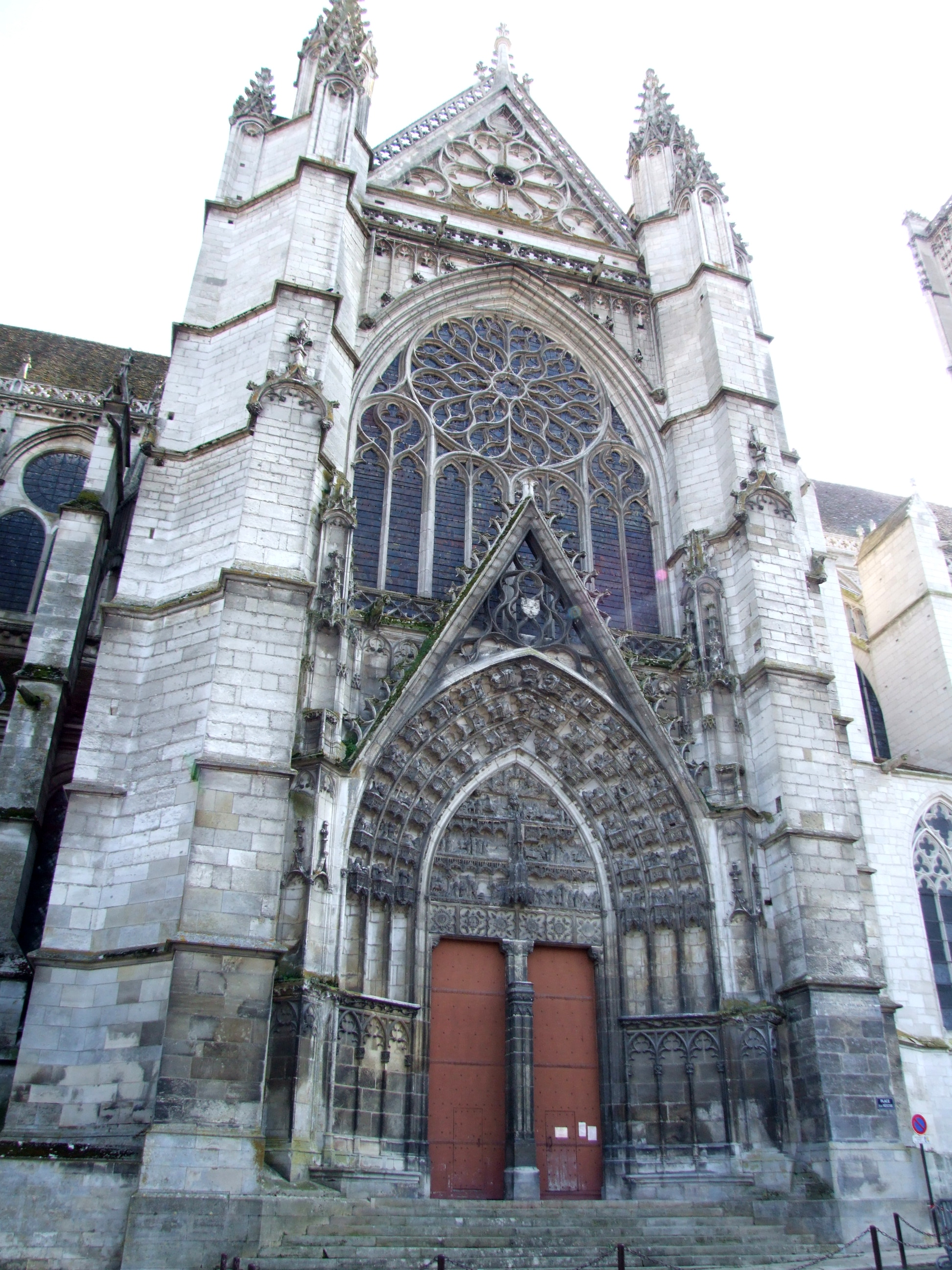
Façade du croisillon nord de la cathédrale (fin du XVe siècle). La rosace date de 1528.

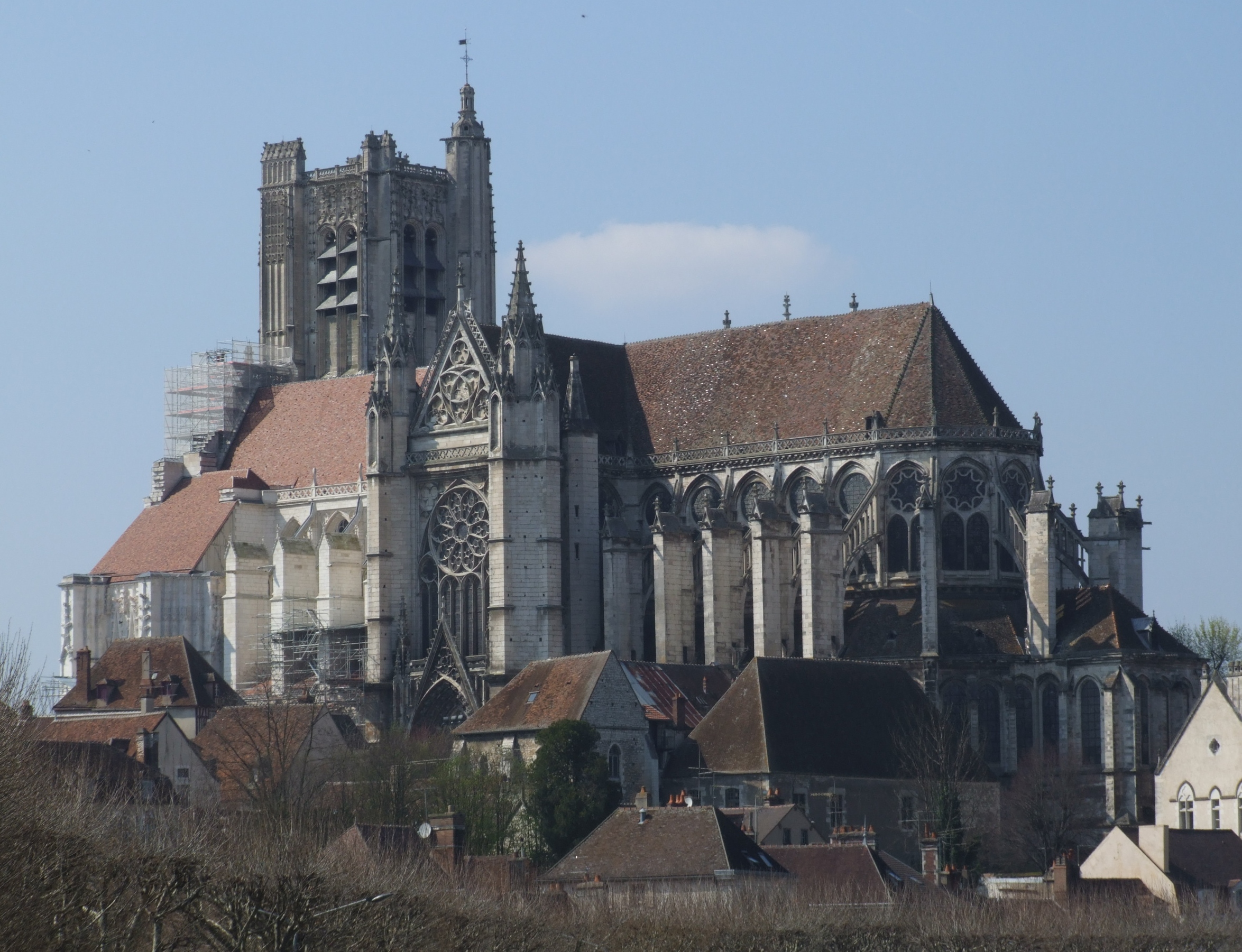
La cathédrale vue depuis le sud-est, du côté de la façade occidentale, restauration en cours en mars 2007.

La cathédrale Saint-Étienne d'Auxerre est une cathédrale catholique française, située dans la ville d'Auxerre, dans le département de l'Yonne. De style gothique, elle fait l'objet d'une protection au titre des monuments historiques depuis 1840. Elle est dédiée à saint Étienne, premier martyr de l'Église.
Les éléments les plus notables de cette cathédrale sont le chœur de style gothique lancéolé de la première moitié du XIIIe siècle, les vitraux des XIIIe – XIVe siècles, la chapelle absidiale particulièrement artistique et le déambulatoire, les portails avec une remarquable statuaire, trois grandes rosaces et autres verrières du XVIe siècle, les façades du transept, la crypte, les fresques médiévales. L'ensemble est un remarquable représentant de l'architecture gothique de la moitié nord de la France.

## Histoire
La cathédrale actuelle est le cinquième des sanctuaires qui se sont succédé depuis le Ve siècle,. Pour remplacer la première église devenue trop petite, saint Amâtre (vers 386-418) fit bâtir une nouvelle église plus vaste, à l'emplacement de l'édifice actuel. L'Évêque Desiderius dit Saint Didier d'Auxerre (603-621), ajouta à son église une abside décorée d'une mosaïque à fond d'or à l'exemple de celle de Syagrius à Autun. Cette construction fut totalement détruite lors d'un incendie à la fin du IXe siècle.
Le troisième sanctuaire fut érigé sous l’épiscopat d’Hérifried (887-909). C’est aussi un incendie qui ravagea en 1023 cette cathédrale, ainsi qu’une grande partie de la ville.
Une cathédrale romane fut alors édifiée par Hugues de Chalon. Bâtie en pierre, la nouvelle église fut consacrée en 1057 par l'évêque Geoffroy de Champallement. Son chœur, flanqué de deux tours, reposait sur une crypte qui lui servait de soubassement en raison de la pente du terrain vers l’Yonne. Cependant, à la mort de Hugues de Chalon la construction n'est pas finie : pour les vitraux du chœur, seuls ceux du fond sont terminés ; et les tours des cloches ne sont montées que jusqu'au bas de la toiture de l'église. Ces éléments sont achevés par Robert de Nevers (1076-1084). Ce dernier fait aussi deux ouvertures dans la crypte de Hugues de Châlon, pour donner plus de lumière.

### Édification de la cathédrale gothique: 1220-1550

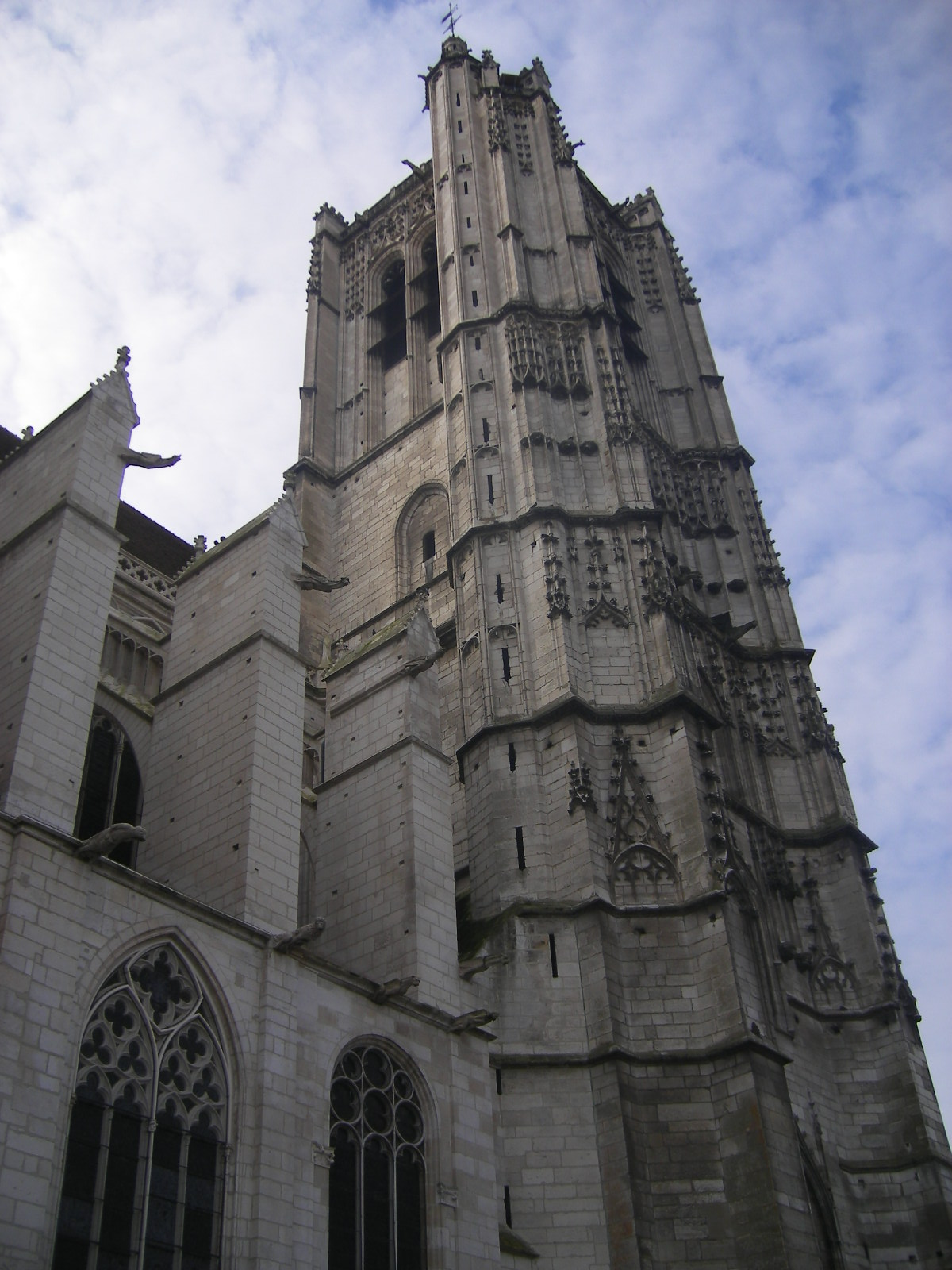
Vue de la face nord de la tour nord de la cathédrale d'Auxerre.

L'édification de la cathédrale actuelle débuta en 1215, sous l'épiscopat de Guillaume de Seignelay, sur base du vaste édifice roman dont subsiste toujours aujourd'hui la crypte du XIe siècle. Les travaux de démolition-construction démarrèrent simultanément au niveau du chœur (au-dessus de la crypte) et de la tour sud de la grande façade occidentale. Mais les successeurs de Guillaume de Seignelay étaient beaucoup moins enthousiastes que lui, et les travaux avancèrent lentement.
En 1235 cependant, à la suite de l'épiscopat d'Henri de Villeneuve (1220-1234), le gros œuvre du chœur était terminé. On débuta dès lors la pose des vitraux du déambulatoire, laquelle ne se termina que vers 1250. Les travaux de la façade occidentale et de la nef démarrèrent alors, mais très lentement.
À la fin du XIIIe siècle, on dut exécuter des travaux de consolidation du chœur dus à un problème d'équilibre des forces. En 1300, on entreprit la construction du croisillon sud du transept dont le portail est consacré à saint Étienne. Le tympan de ce portail fut sculpté vers 1320.
La destruction de l'ancienne nef romane, afin d'élever la nef gothique, eut lieu au début du XIVe siècle. Après quoi on éleva la nef dans les années 1320-1350, et de 1345 à 1355, on réalisa les chapelles latérales des bas-côtés de la nef. Mais les vicissitudes de l'époque liées à la guerre de Cent Ans retardèrent le chantier ; ainsi le bas-côté sud ne fut achevé que vers 1378 et au début du XVe siècle, le croisillon nord du transept et les tours n'avaient pas encore été entrepris.
La pose des vitraux de la nef se fit de 1390 à 1410, et en 1403, le chapitre de la cathédrale commanda au charpentier Odon Gauthier les portes de la façade occidentale.
En 1415 débute la construction du bras nord du transept. Le portail de ce croisillon fut consacré aux saints de l'église d'Auxerre, en particulier à saint Germain, saint Pèlerin et saint Amâtre. On considère que le tympan du portail de ce croisillon fut sculpté vers 1415. Mais la construction de ce bras nord ne s'acheva que sous l'épiscopat de Jean III Baillet (1477-1513).
En 1478 eut lieu la construction des voûtes de la nef et en 1500, on commença enfin les travaux de la tour nord. Le deuxième niveau de celle-ci se termina en 1525 sous l'épiscopat de François Ier de Dinteville (évêque de 1513 à 1530).
Comme ces travaux nécessitaient des finances importantes, Louis XI confirma en septembre 1481 par lettres patentes sa protection royale et les privilèges de l'église.
En 1528, la pose de la verrière et de la rosace de la Vierge des Litanies du bras nord du transept est réalisée par Germain Michel.
En 1543, la tour nord était enfin terminée, sous l'épiscopat de François de Dinteville II (1530-1554), neveu du son prédécesseur.
En 1550, on posa la verrière du bras sud du transept (oculus central représentant Dieu le Père et 8 lancettes consacrées à l'histoire de Moïse), ainsi que la verrière de la façade occidentale. Les deux verrières sont l'œuvre du maître verrier Guillaume Cornouaille.

### De 1567 à la Révolution
À cette époque les guerres de religion mirent fin à tout espoir de terminer un jour la façade de la cathédrale (et la tour sud). En 1567 les protestants, conduits par les capitaines Louis de Blosset, Jean de La Borde et François Marraffin, mirent la ville à sac. L'édifice eut à en souffrir si bien qu'en 1576, l'évêque Jacques Amyot (1571-1593) fit entreprendre la restauration de la cathédrale, dont celle des verrières du chœur.
Ainsi la construction, demeurée inachevée, s'est étendue sur plus de trois siècles ; la tour sud ne fut jamais construite.
En 1690 fut détruit le labyrinthe dont disposait la cathédrale, qui existait déjà en 1334.
En 1764, le jubé Renaissance dû à François Ier de Dinteville fut détruit et remplacé par les grilles de chœur, œuvre du ferronnier parisien Dhumier avec des portes dues à Sébastien-Antoine Slodtz sur des dessins de Claude-Nicolas Ledoux.
La Révolution causa d'innombrables dégâts à l'édifice et à son mobilier. On supprima le diocèse en 1790 et peu après, on transforma Saint-Étienne en Temple de la Raison. On démonta stalles et grilles pour installer dans le chœur un théâtre en gradins destinés aux cérémonies républicaines. Des chefs-d'œuvre d'orfèvrerie furent envoyés à la fonte. La belle statue de saint Étienne agonisant, située près du maître-autel, œuvre de Louis-Claude Vassé, échappa à la destruction car on en fit alors un Marat agonisant dans son bain. Les vitraux furent menacés de destruction, mais comme leur remplacement par du verre blanc eût coûté trop cher, la décision ne fut fort heureusement jamais prise. Enfin la crypte servit de cave au préfet du département qui occupait les locaux de l'évêché tout proche.

### De 1801 à nos jours

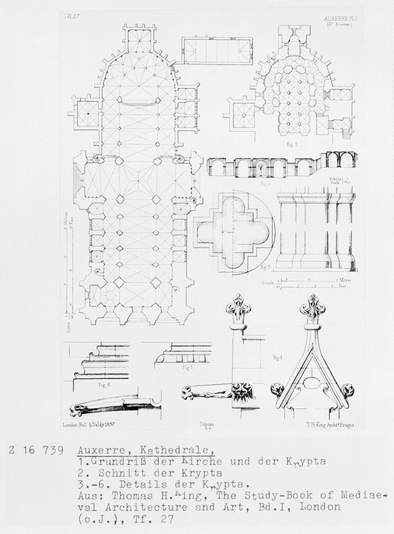
Plan de 1857 de Saint-Étienne

En 1840, grâce à Prosper Mérimée, Saint-Étienne est inscrit sur la liste des édifices classés monuments historiques. De grands travaux de restauration eurent lieu tout au long du XIXe siècle. Eugène Viollet-le-Duc restaure la crypte de 1844 à 1848. Il y effectue des travaux de consolidation des piles, de restitution des baies d’origine, de dallage du sol.
En 1866, démarre une grande campagne de restauration de la cathédrale gothique, sous la direction de l'architecte Piéplu. Les vitraux sont restaurés ou complétés de 1866 à 1880 par les verriers Vessières frères, puis à nouveau en 1925-1930 par David.
Pendant la guerre franco-prussienne de 1870, une dizaine de boulets de canon prussiens sont tirés sur la cathédrale. L'un d'eux vient malheureusement pulvériser la belle verrière droite du chevet de la chapelle axiale, datant de la première moitié du XIIIe siècle.
Depuis l'année 2001, une campagne de restauration générale de la cathédrale est en cours. Elle est financée par l'État, la région de Bourgogne, le département de l'Yonne et la ville d'Auxerre. Cette campagne concerne notamment les couvertures du sanctuaire ainsi que la remise en état de la grande façade occidentale, et plus particulièrement la restauration des trois portails et de leur statuaire.

## Dimensions
- L'édifice de style ogival à une longueur extérieure de 100 mètres
- Largeur de la façade : 40 mètres
- Hauteur de la tour nord achevée au XVIe siècle : 68 mètres (contre 69 mètres pour Notre-Dame de Paris)
- Diamètre de la rosace occidentale : 7 mètres (9,6 mètres à Paris)
- Longueur intérieure : 98 mètres.
- Hauteur sous voûte de la nef et du chœur : 30 mètres (33,5 mètres à Paris)
- Hauteur sous voûte des bas-côtés : 13 mètres
- Faîte du toit de la nef et du chœur : 42 mètres
- Diamètre des colonnes de la chapelle de la Vierge : 0,25 mètre
- Largeur du vaisseau central de la nef : 12 mètres (contre 13,5 pour Notre-Dame de Paris)

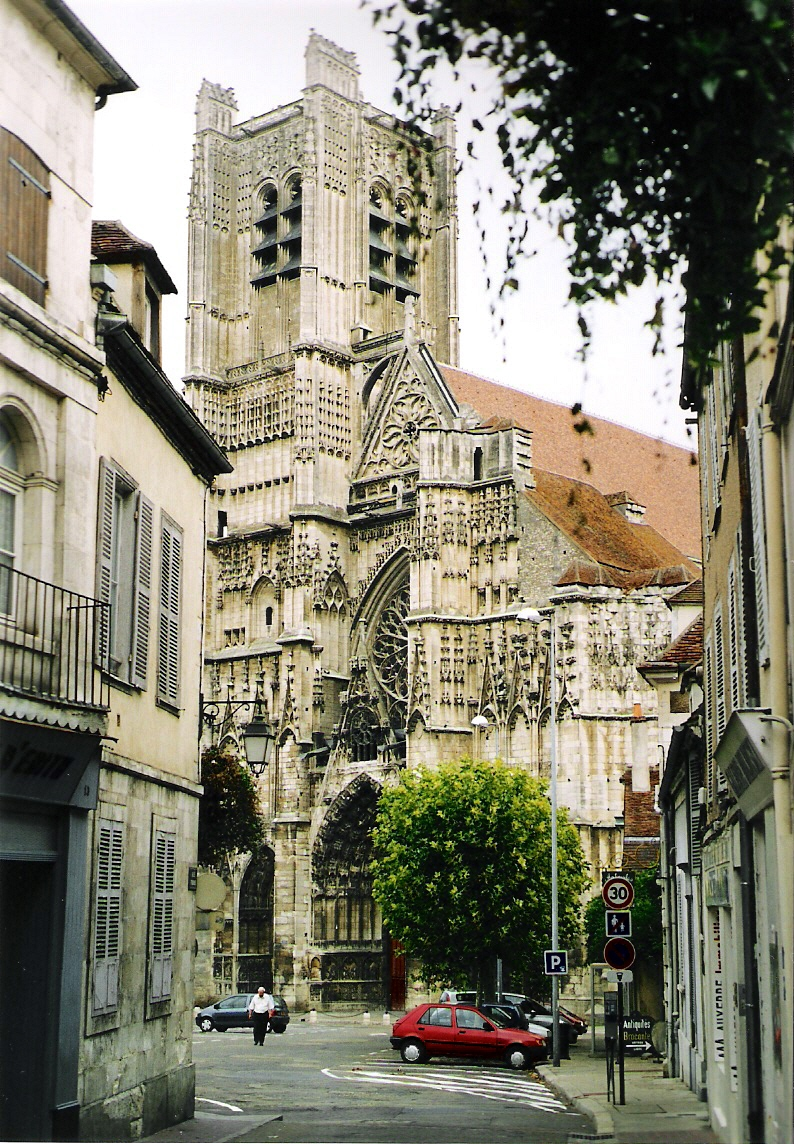
La façade occidentale avant restauration.

## L'extérieur

### La façade occidentale
De profil triangulaire, la façade principale de l'édifice est déséquilibrée par l'absence de la tour sud, dont la base est recouverte d'un toit de fortune.
La façade est divisée verticalement en trois parties, grâce à quatre contreforts bien saillants. La partie latérale nord (ou gauche) est divisée en cinq étages, le dernier formant la tour nord proprement dite ou clocher. La partie centrale de la façade comprend quant à elle trois niveaux : portail, rosace et pignon. Enfin la partie latérale sud, prévue pour constituer la tour sud ne comprend que le niveau du rez-de-chaussée occupé par un portail ainsi que le second niveau et une partie du troisième jusqu'à hauteur du pignon central.
La façade occidentale possède un important décor floral de crochets, disposés en bandes verticales, en semis ou en tapis. Au rez-de-chaussée ou premier niveau de la façade se trouvent trois portails séparés par les imposants contreforts.
À la base de la partie centrale de la façade, le portail central, très imposant, possède un énorme gable ajouré dont la partie supérieure masque partiellement une belle rosace située en retrait et dont le diamètre est de plus ou moins 7 mètres. L'archivolte de celle-ci s'étend à tout l'espace de la façade situé entre les deux tours.
Au-dessus de la rosace s'élève le troisième et dernier niveau de la partie centrale de la façade, formé d'un pignon de style flamboyant. Une balustrade et une moitié de galerie surmontent ce dernier ; elles sont l'amorce d'une liaison entre les deux tours, jamais terminée faute de tour sud.

### Les tours

#### La tour nord et sa tourelle

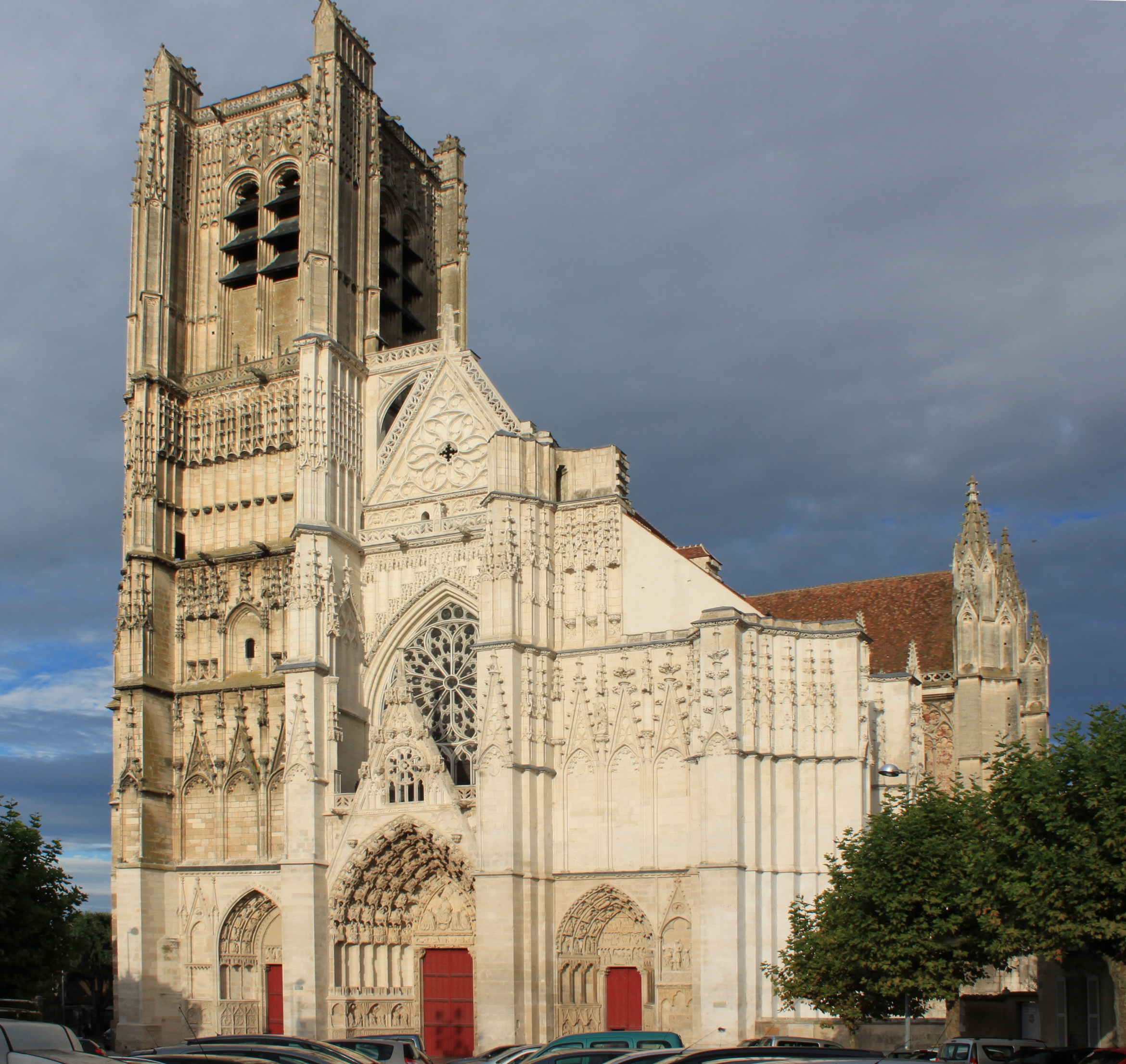
La tour nord ne fut terminée qu'en 1547.

Commencés vers 1250, les travaux d'édification de la tour nord tombèrent rapidement en panne et, peu après la construction du portail situé à sa base, n'avancèrent guère pendant plus de deux siècles. Ce n'est qu'au tout début du XVIe siècle que l'on s'attela sérieusement à l'achèvement de la façade occidentale et plus particulièrement à l'édification de la tour nord. Réalisée ainsi en grande partie en style flamboyant, la construction de la tour s'acheva en 1547, probablement pour monter les cloches.
Aussi haute que les tours de Notre-Dame de Paris, l'imposante et massive construction qui est aussi le clocher de la cathédrale, comporte cinq niveaux. Au-dessus du portail qui occupe le niveau inférieur, s'élèvent trois niveaux de niches vides surmontées de petits gables. Le cinquième ou dernier niveau abrite les cloches. Son toit est aménagé en terrasse quadrangulaire bordée d'une balustrade. La lourdeur de la silhouette de la tour est largement atténuée grâce au prolongement jusqu'au sommet des contreforts d'angle, bien décorés de surcroît et couronnés de majestueux pinacles.
Au niveau de sa partie nord-est, la tour est longée sur toute sa hauteur par une large et puissante tourelle octogonale percée de meurtrières et qui fait corps avec la tour. Elle abrite un long escalier à vis allant du rez-de-chaussée jusqu'au sommet. Cette tourelle est coiffée d'un très élégant clocheton Renaissance surmonté d'un lanternon, lui-même doté d'une croix constituant le sommet de la cathédrale.

#### La tour sud
La tour sud aurait dû être semblable à la tour nord, à l'image des grandes églises gothiques construites à l'époque. Mais seuls les deux premiers niveaux ont été achevés, car au XVIe siècle, les chanoines préférèrent financer la réfection d'un oratoire pouvant accueillir une statue de la Vierge.
Ses assises sont cependant particulièrement solides voire cyclopéennes. Au rez-de-chaussée, à droite du vaste narthex qui suit le portail, le mur de la face sud de cette tour est épais de plus de quatre mètres, à quoi il faut encore ajouter les contreforts d'angles dépassant très largement les deux mètres. Ce mur énorme se prolonge vers l'est au niveau de la première travée de la nef, occupant là tout l'espace correspondant à la chapelle latérale de cette travée. Au niveau du narthex, un escalier à vis est encastré au sein de cette gigantesque masse de pierre.
Des vestiges de l'ancienne chapelle Notre-Dame-des-Vertus du XVIe siècle, détruite en 1780, sont encore visibles à droite de la façade.

### Les portails occidentaux
Toute la statuaire des trois portails a été réalisée en pierre calcaire fort résistante de la région de Tonnerre. La statuaire des portails de la cathédrale d'Auxerre, malgré les déprédations subies du fait des Huguenots au XVIe siècle, est des plus intéressante et constitue un des plus beaux chefs-d'œuvre de la sculpture du XIIIe siècle.

#### Portail central ou portail du Jugement Dernier
Le tympan du portail central est consacré au Jugement dernier. Le Christ Juge est assis entre la Vierge Marie et saint Jean-Baptiste agenouillés. Les piédroits, où figurent les vierges sages et les vierges folles, se rattache à ce thème car ces dernières sont présentées montant à l'appel du Jugement Dernier, lequel figure au linteau.
Les voussures contiennent des statuettes représentant les apôtres. Elles sont décorées de 66 scènes.
Les niches des soubassements abritent des statuettes décapitées au XVIe siècle par les Huguenots et non identifiables. La partie inférieure des soubassements est sculptée de bas-reliefs sous forme de médaillons. Ceux-ci constituent de superbes et délicats petits chefs-d'œuvre de la sculpture du Moyen Âge (XIIIe siècle). On y trouve l'histoire de Joseph à gauche et la parabole de l'enfant prodigue à droite. Certains de ces bas-reliefs comportent des personnages liés à l'antiquité païenne : on y voit notamment un Éros endormi, un jeune satyre, un Hercule.

#### Le portail de droite
Situé au premier niveau de ce qui aurait dû devenir la tour sud, il est le plus ancien portail de l'édifice, puisque, à l'instar du premier niveau de cette tour sud, il date de la toute première phase de la construction de la cathédrale, au début du XIIIe siècle.
Le tympan comme les voussures relatent des épisodes de l'enfance du Christ, et de la vie de saint Jean-Baptiste. Le tympan est divisé en trois registres. Celui du haut représente la décollation (décapitation) du prophète et la remise de sa tête à Salomé, fille d'Hérodiade. Au milieu, on assiste au baptême du Christ. Enfin le registre inférieur reproduit des scènes de l'enfance de saint Jean-Baptiste : la Visitation, la nativité, la circoncision. Les soubassements sont décorés de diverses scènes, par exemple les amours de Bethsabée et de David. On peut voir aussi des statuettes symbolisant la philosophie et les sept arts libéraux.
À droite du portail, un haut-relief de taille importante représente le jugement de Salomon.

#### Le portail de gauche
Le tympan, représente le couronnement de la Vierge Marie par son fils, le Christ.
Les sculptures des voussures retracent des épisodes de la vie de Vierge, de saint Joachim, son père, et de sainte Anne, sa mère.
Au niveau inférieur du portail nord, on peut admirer de fort beaux bas-reliefs illustrant la Genèse ou Création du monde. La grande qualité des représentations végétales, animales et humaines tendent à montrer la splendeur du monde originel. Le péché originel a corrompu l'œuvre divine. L'arche de Noé est le symbole du salut et de l'aide que Dieu donne aux hommes.

### La façade nord et le portail nord du transept
Entre la tour nord, et le transept, la nef est soutenue par quatre arcs-boutants séparant les cinq travées. Les culées de ceux-ci sont surmontés de pinacles. Comme partout autour de la cathédrale, chaque arc-boutant est à claire-voie. Celle-ci, dont les montants sont très-serrés, supporte un chaperon résistant, assez épais qui contribue à consolider l'arc-boutant.
À noter que les chéneaux supérieurs qui descendent de la longue galerie qui longe la base du toit de l'édifice, rejettent leurs eaux sur les chaperons des arcs-boutants dont le dos est doté d'un chéneau qui après avoir contourné le haut des culées se termine par une longue gargouille. Ce schéma d'évacuation des eaux du toit se retrouve partout ailleurs, au niveau de la nef, du chœur et des bras du transept.
La culée du quatrième arc-boutant de la nef, juste avant le transept, soutient deux arcs-boutants, l'un soutenant la nef et l'autre le transept. Entre les culées, les fenêtres des chapelles latérales ont presque chacune une forme et une taille différente.

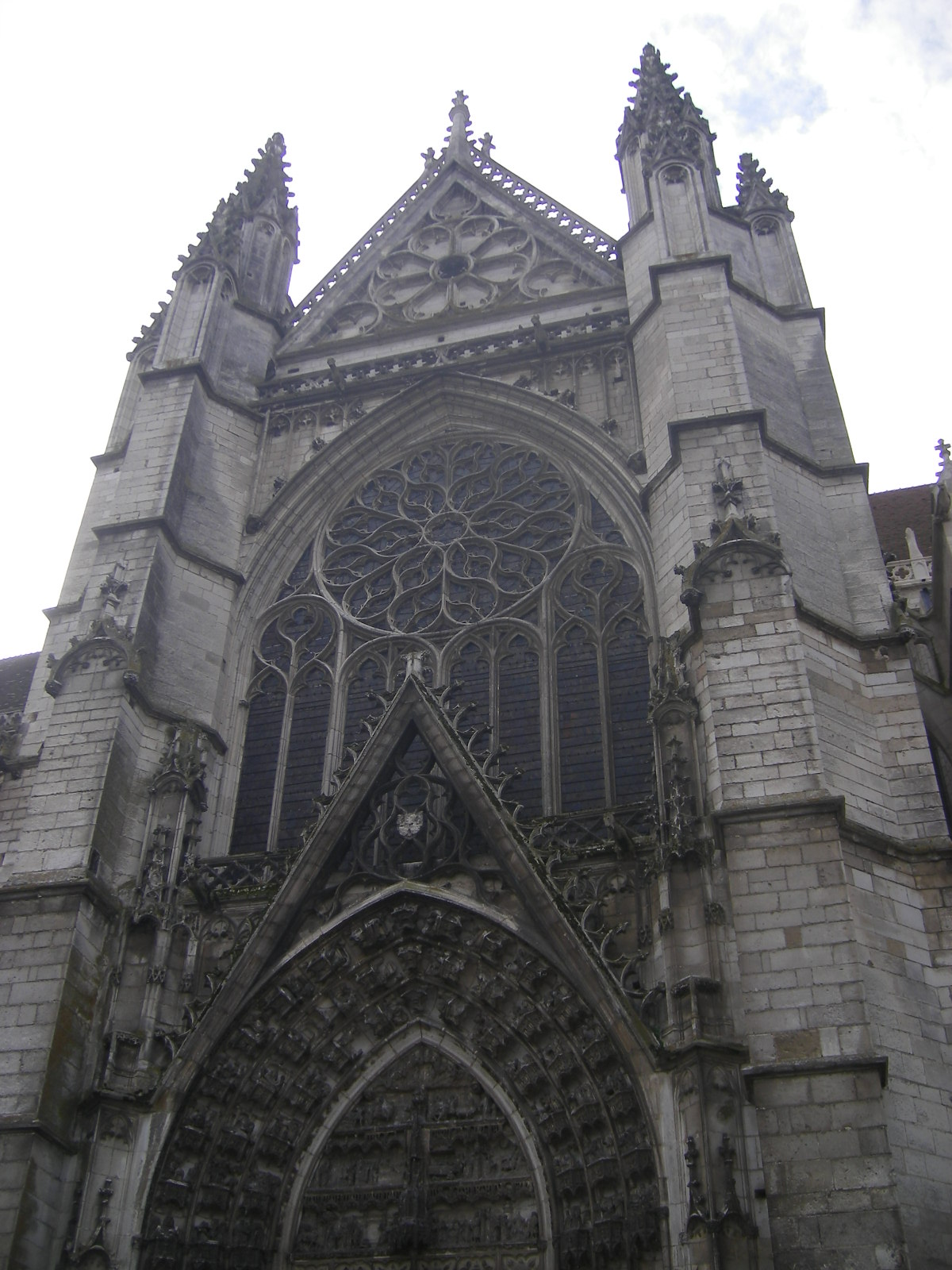
Façade du croisillon nord du transept, achevée fin XVe siècle (rosace flamboyante posée en 1528).
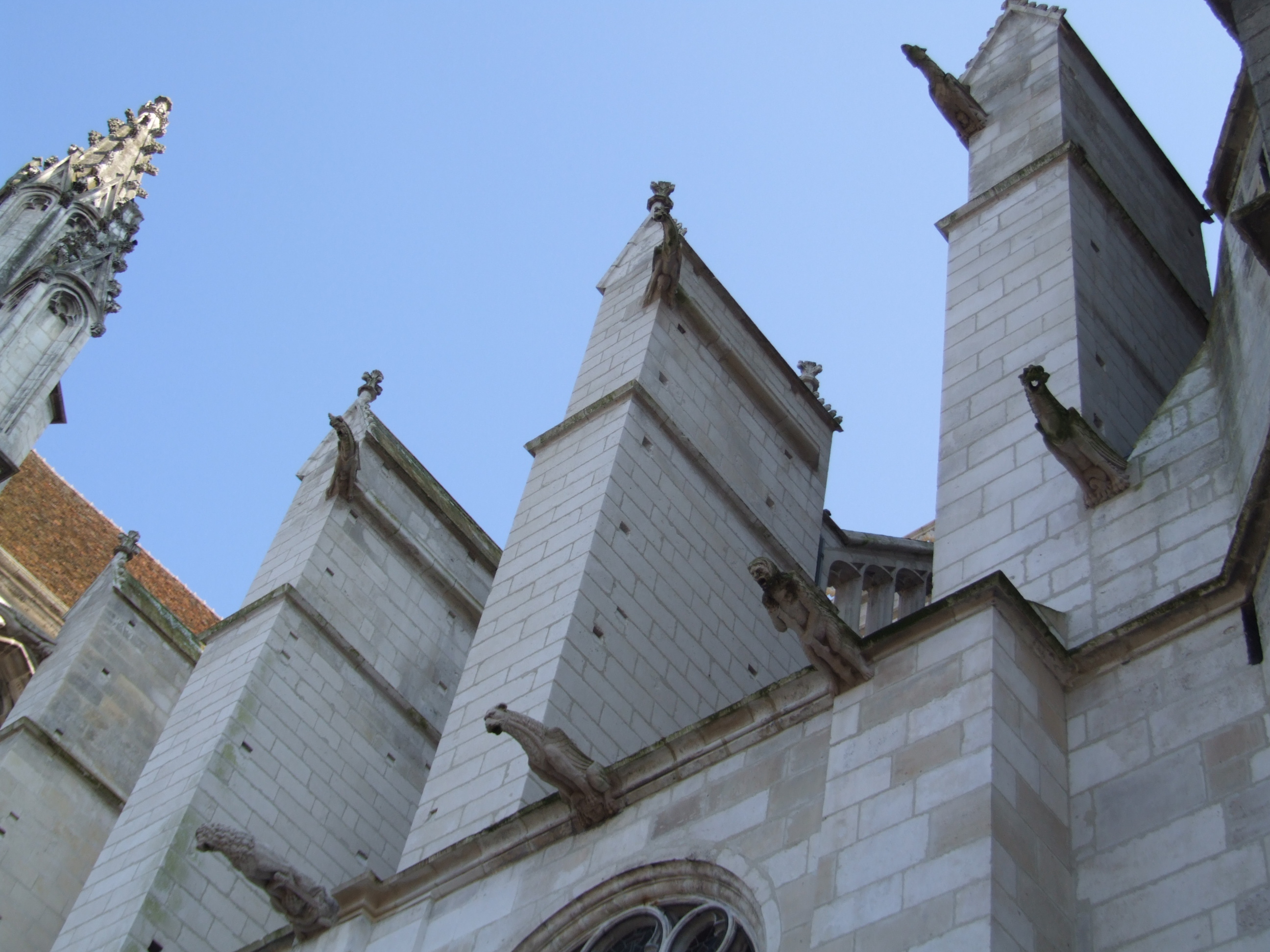
Culées des arcs-boutants de la face nord de la nef, et leurs gargouilles. Les chéneaux d'évacuation des eaux contournent les culées.
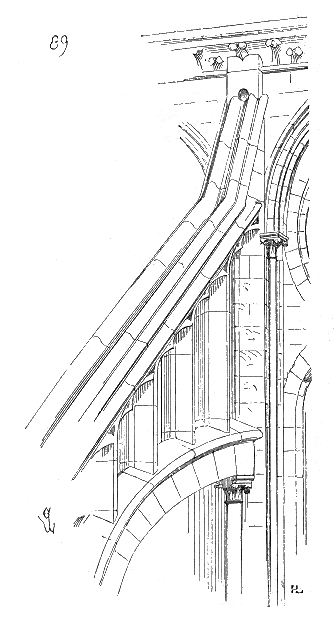
Les arcs-boutants, utilisés pour le système d'écoulement des eaux du toit. Dessin de Viollet-le-Duc.

La façade du bras nord du transept, est assez « classique », en ce sens qu'elle répond - comme la façade sud - à un schéma que l'on retrouve chez la plupart des autres grands sanctuaires gothiques du nord de la France, comme Chartres, Amiens ou Paris. Enserrée entre deux puissants contreforts d'angle, elle s'élance à quelque 45 mètres de hauteur.
La partie inférieure de la façade est occupée par un imposant portail encadrant une porte à deux vantaux et trumeau central. Le portail est couronné d'un haut gable de style encore rayonnant. La moitié supérieure est occupée par l'immense verrière de style flamboyant, comportant à son sommet une rosace surmontant une claire-voie à huit lancettes. L'ensemble est couronné par un beau pignon triangulaire, lui aussi flamboyant, encadré de deux hautes fléchettes très ouvragées.
Le portail de cette façade est consacré aux saints évêques d'Auxerre, en particulier saint Pèlerin, saint Amâtre, et surtout saint Germain l'Auxerrois, dont la vie et les miracles sont représentés au tympan. La statue de saint Germain ornait jadis le trumeau du portail. Le portail de ce croisillon du transept est d'ailleurs orienté vers l'abbaye Saint-Germain, qui conserve actuellement le corps du saint.
Dans l'angle formé par le bras nord du transept et le chœur de la cathédrale se dresse une tourelle de section carrée, contenant un escalier à vis reliant le rez-de-chaussée avec les parties supérieures de l'édifice. Percée de meurtrières sur toute sa hauteur, cette tourelle est coiffée d'un joli toit pointu en forme de clocheton octogonal.

### Le portail sud du transept

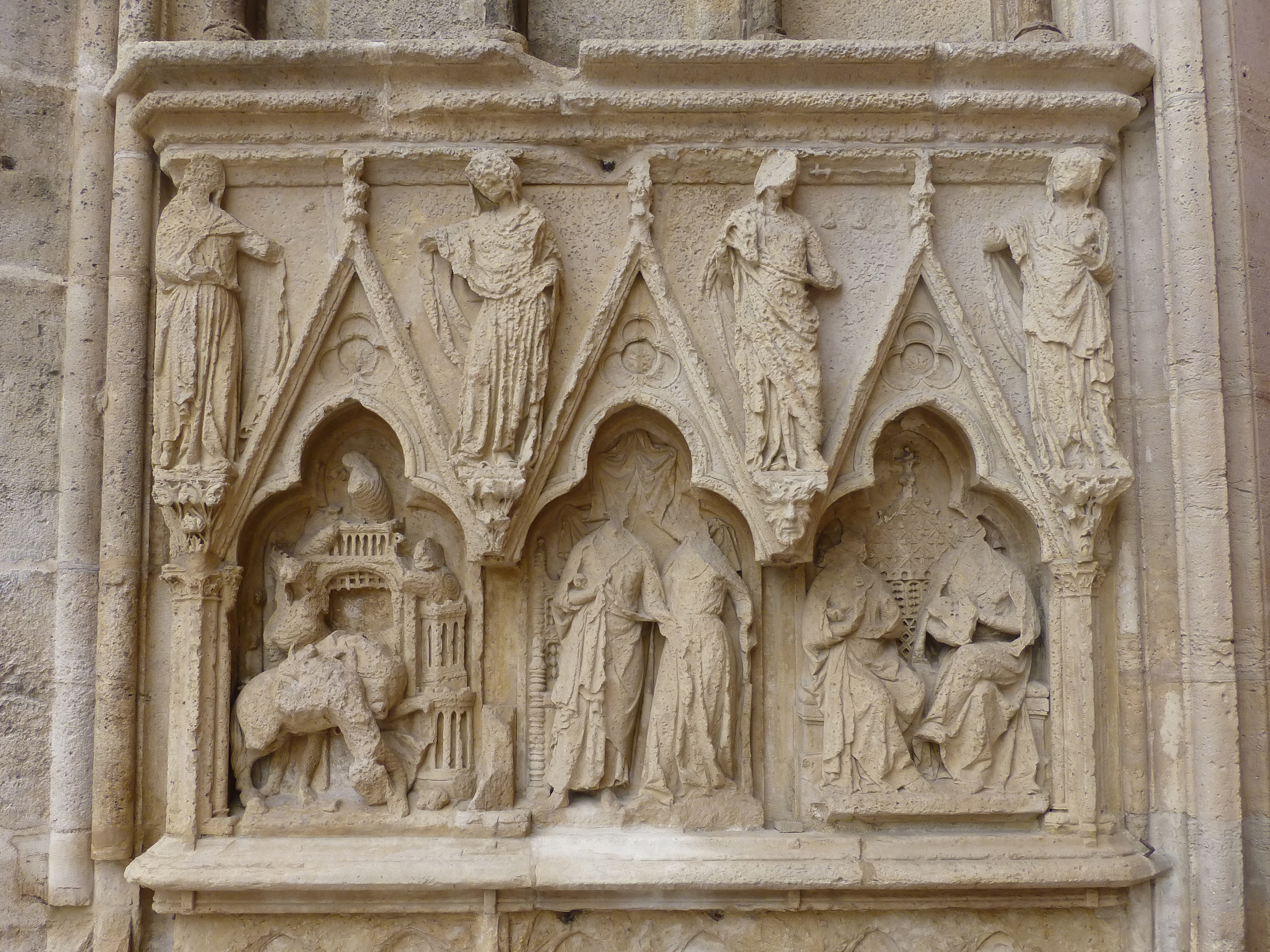
Quatre des huit femmes représentées sur la cathédrale et montrant les enseignements à l'université pendant le Moyen Âge.

Sur le portail sud, de chaque côté, deux panneaux comprenant quatre femmes sont représentées. Chaque femme représente les matières enseignées à l'université pendant le Moyen Âge : quatre enseignements scientifiques appelés quadrivium (arithmétique, astronomie, géométrie et musique) trois enseignements littéraires appelés trivium (dialectique, grammaire et rhétorique), ainsi que la philosophie.
Certaines femmes sont reconnaissables par rapport à l'enseignement qu'elles désignent : la philosophie est représentée par une tête couronnée, la musique est symbolisée par une femme tenant deux clochettes et la géométrique par une femme utilisant un compas.

## Intérieur de la cathédrale

### Le chœur

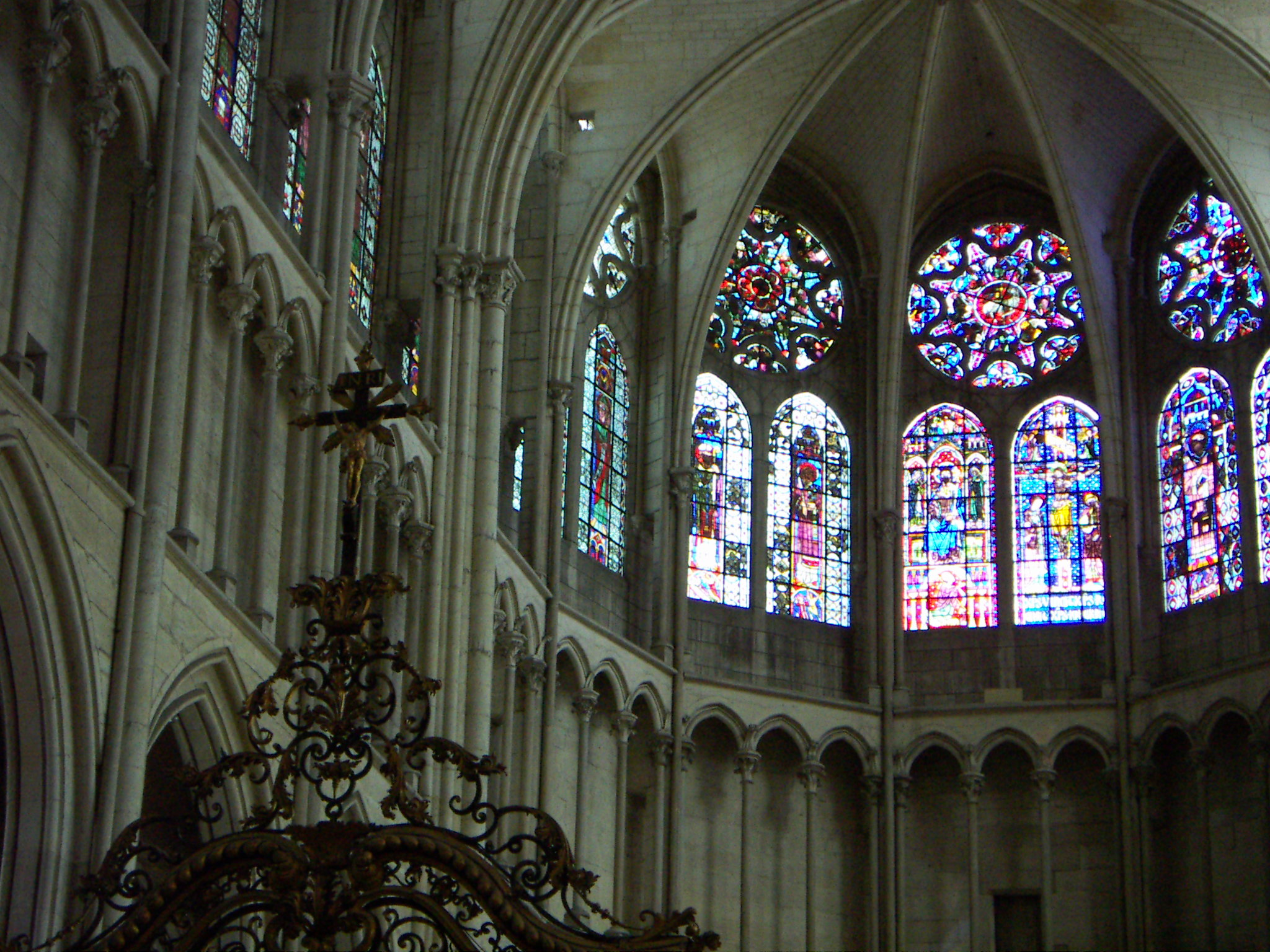
Le chœur de la cathédrale Saint-Étienne d'Auxerre est un chef-d'œuvre du gothique dit lancéolé, de la première moitié du XIIIe siècle.

L'architecture du chœur est remarquable. Construit de 1215 à 1245, il s'agit d'un chef-d'œuvre de l'art sacré ogival.
Il se compose de quatre travées droites rectangulaires et d'un profond hémicycle à sept pans (12 mètres). Comme la nef et le transept, son élévation est à trois étages (grandes arcades, triforium aveugle et fenêtres hautes). Derrière le triforium orné d'une gracieuse et fine colonnade, se trouve une galerie. Les colonnes des grandes arcades sont surmontées de chapiteaux à motifs végétaux. Certaines dont celles de l'abside sont très fines et cylindriques. L'ensemble donne une impression de grâce et de légèreté.
Le chœur est fermé par une belle grille de style Louis XV, confectionnée par Sébastien-Antoine Slodtz (frère de Michel-Ange Slodtz). On y trouve aussi des stalles du XVIe siècle, ainsi qu'un retable surmonté d'une statue en marbre représentant la lapidation de saint-Étienne, œuvre de Louis-Claude Vassé.

#### Le déambulatoire, ses chapelles et ses vitraux

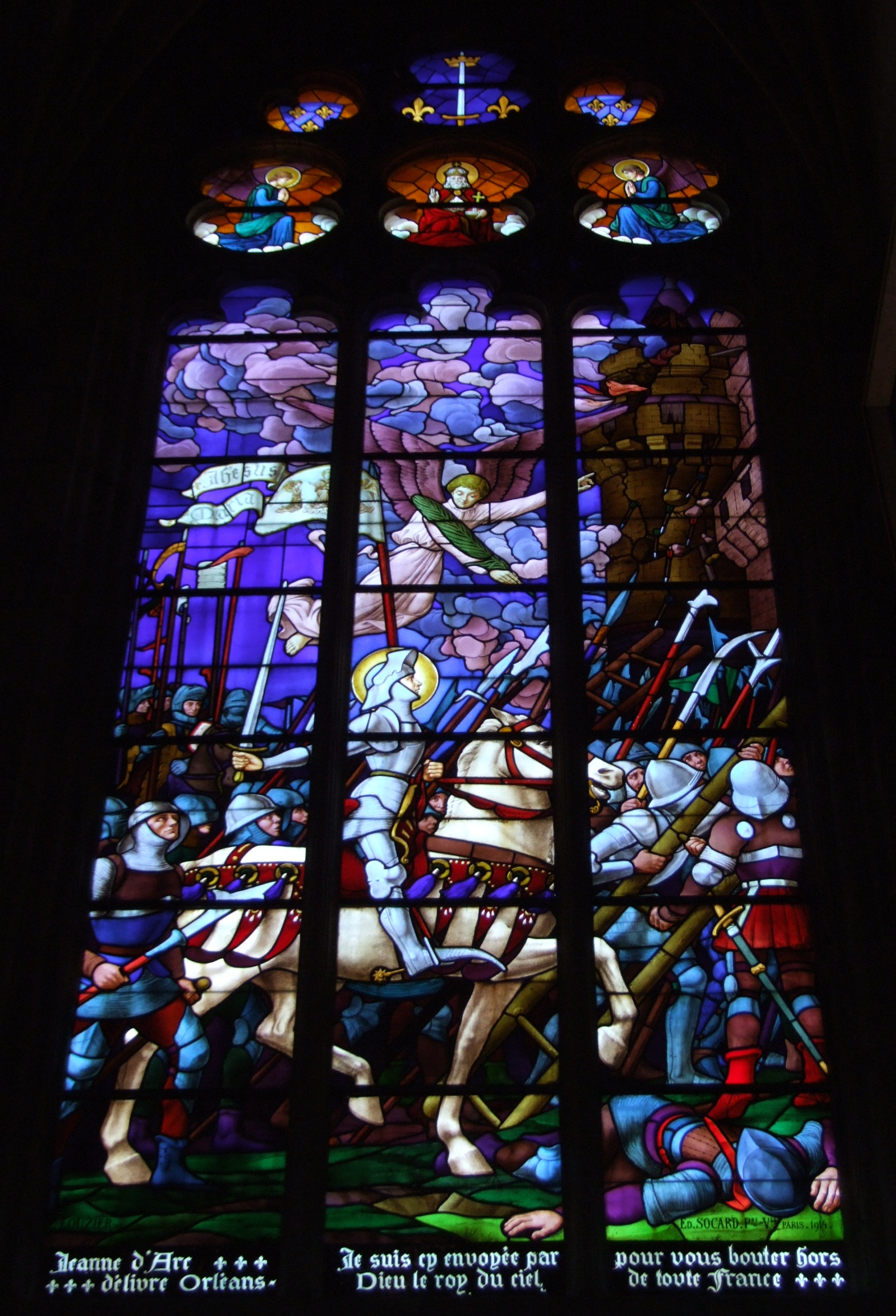
Vitrail de la cathédrale Saint-Étienne représentant la libération d'Orléans par Jeanne d'Arc.

Sur le déambulatoire s'ouvre une vaste chapelle axiale de plan carré (chapelle de la Vierge Marie). Celle-ci est surmontée d'une voûte à dix ogives convergeant vers la clé de voûte et retombant sur de très fines colonnettes dont certaines n'ont pas plus de vingt-cinq centimètres de diamètre.
Le déambulatoire du chœur, de même que la chapelle axiale sont ornés de nombreuses verrières historiées réalisées dans la première moitié du XIIIe siècle, quelques années avant la réalisation des vitraux des hautes baies. Les 15 fenêtres du déambulatoire comportent un total de trente-deux lancettes ornées de vitraux de la première moitié du XIIIe siècle abordant différents thèmes de l'histoire religieuse comme la vie des saints et des martyrs, ou bien des scènes de la Création ou de l'Incarnation,.
Depuis leurs installations au XIIIe siècle, les vitraux de la cathédrale ont connu de multiples rénovations. La première rénovation a lieu après les guerres de Religion à la suite de destructions causées par les protestants, puis une seconde a lieu au XIXe siècle lors d'une rénovation générale de l'édifice et enfin une dernière réhabilitation est faite dans les années 1930. Par ailleurs, durant la Seconde Guerre mondiale avant d'éviter des destructions pouvant provenir des bombardements, les vitraux sont démontés en 1939, puis remis en place à la fin de la guerre en 1945.
La conservation de ces éléments est comparable à deux autres cathédrales du XIIIe siècle, à savoir Notre-Dame de Chartres et Saint-Étienne de Bourges.

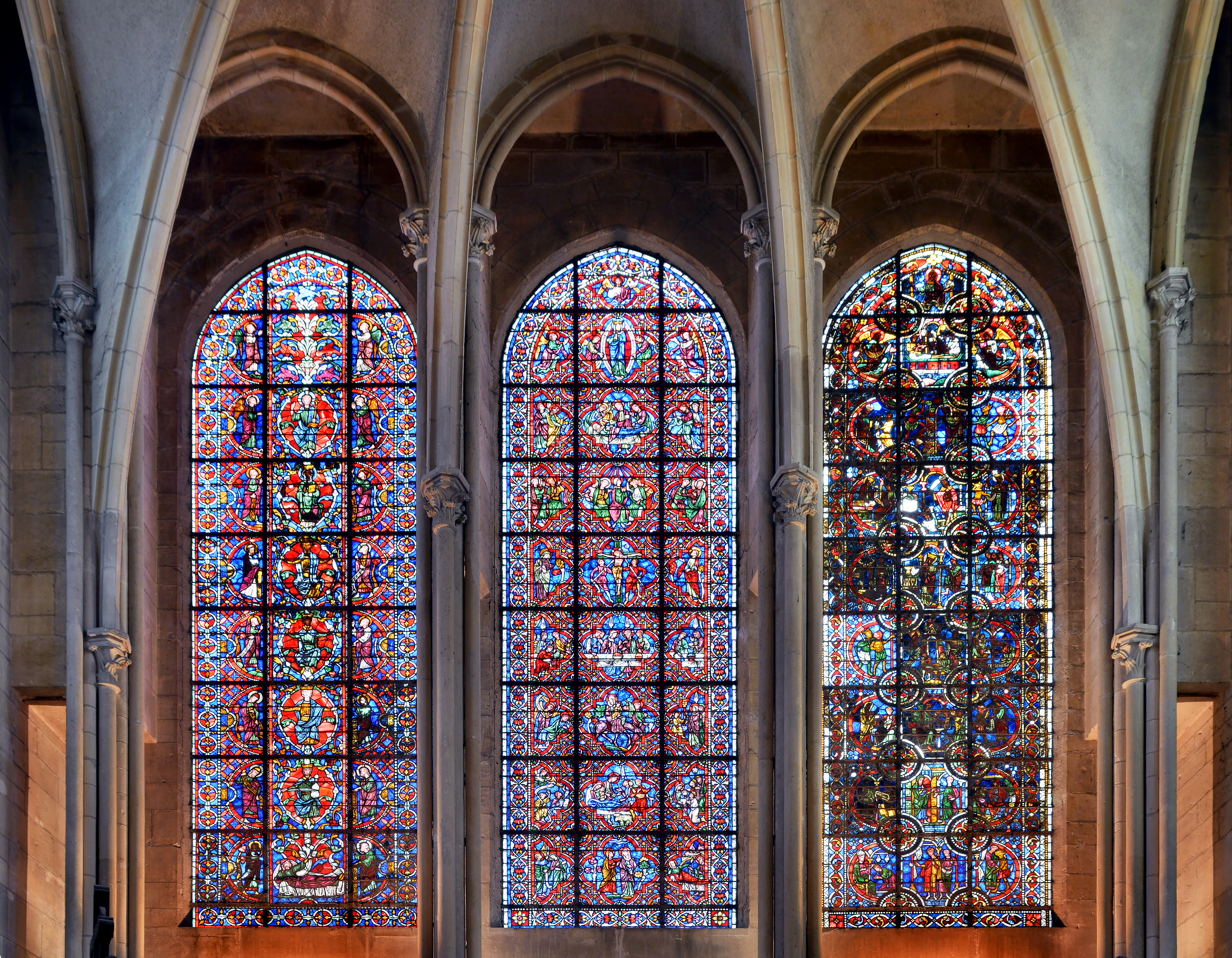
Chapelle de la Vierge : vitraux de la première moitié du XIIIe siècle, et voûtes de la chapelle.
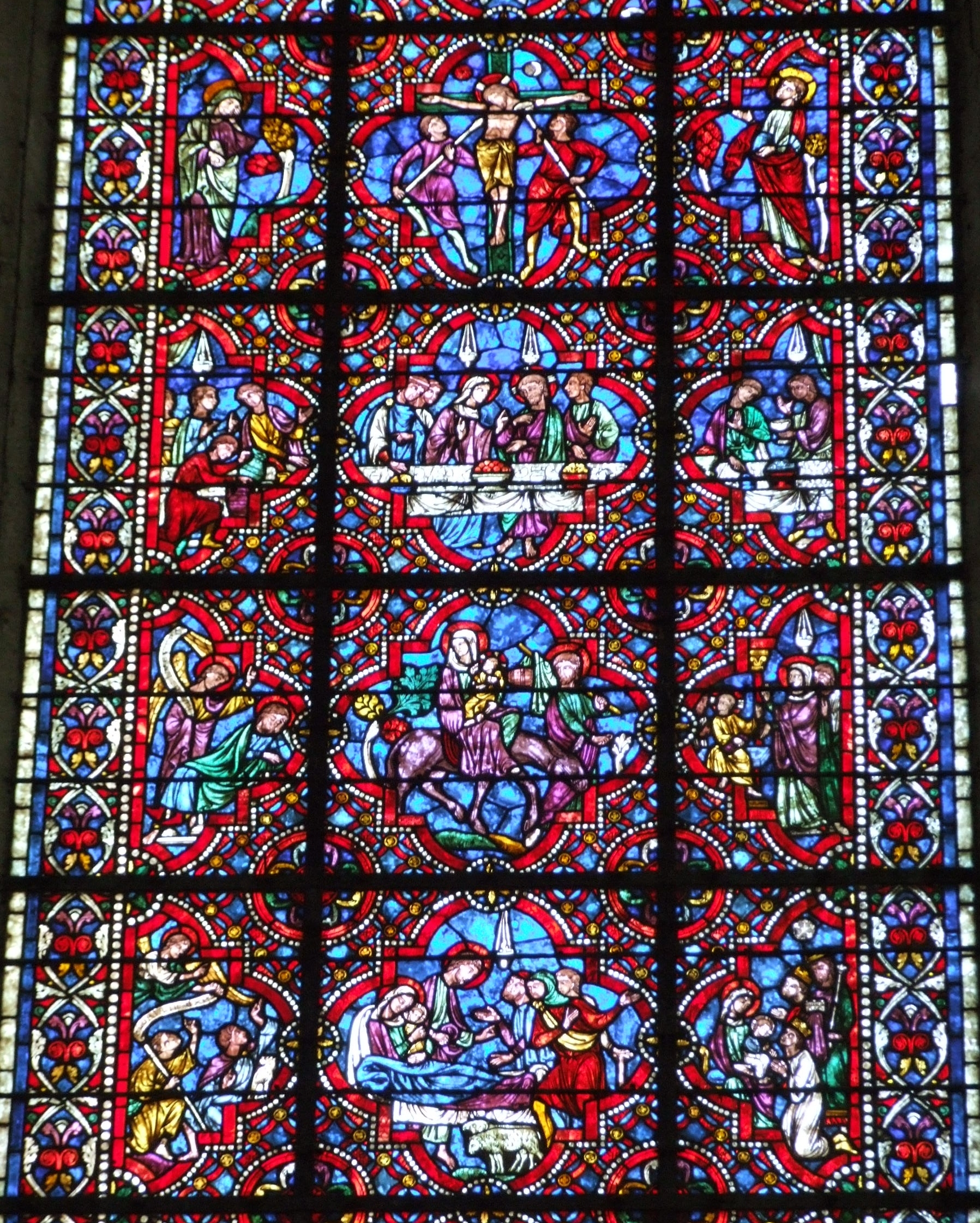
Une fenêtre de la chapelle de la Vierge et ses vitraux.
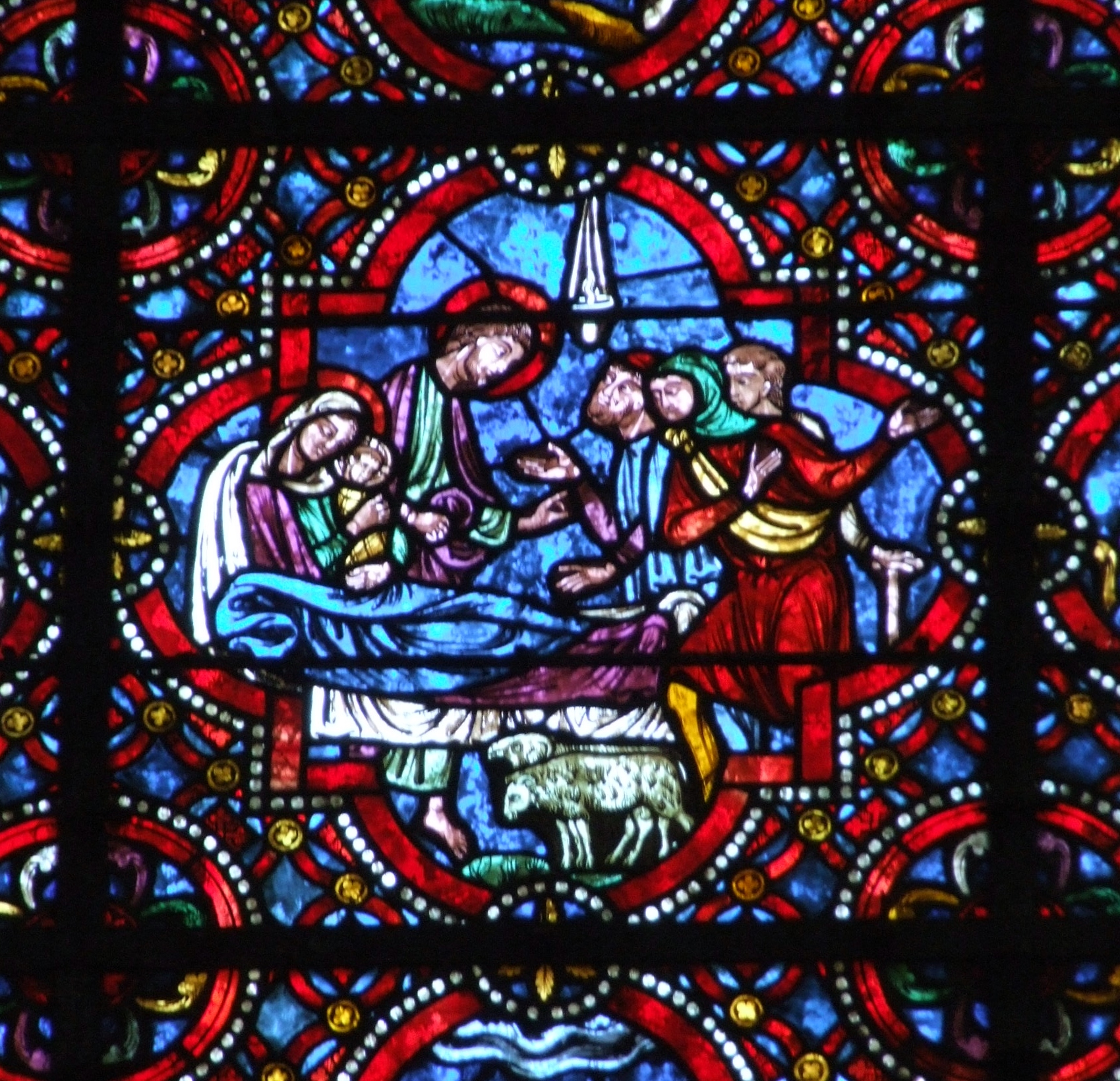
L'adoration des bergers, vitrail de la chapelle de la Vierge (première moitié du XIIIe siècle).

Sous les vitraux, le soubassement du mur extérieur du déambulatoire est décoré d'une série d'arcatures aveugles ornées de belles têtes sculptées. Elles représentent avant tout des prophètes et des sibylles. Du côté nord du déambulatoire, un tableau sur bois du XVIe siècle représente la Lapidation de saint Étienne.
Sur le bas-côté droit du chœur s'ouvrent trois chapelles latérales construites au XVIe siècle, l'une d'entre elles contenant le trésor de la cathédrale. Sur le bas-côté gauche, la très ancienne sacristie du XIIe siècle communique avec le sanctuaire. De plan carré, ses voûtes retombent toutes sur un pilier central.

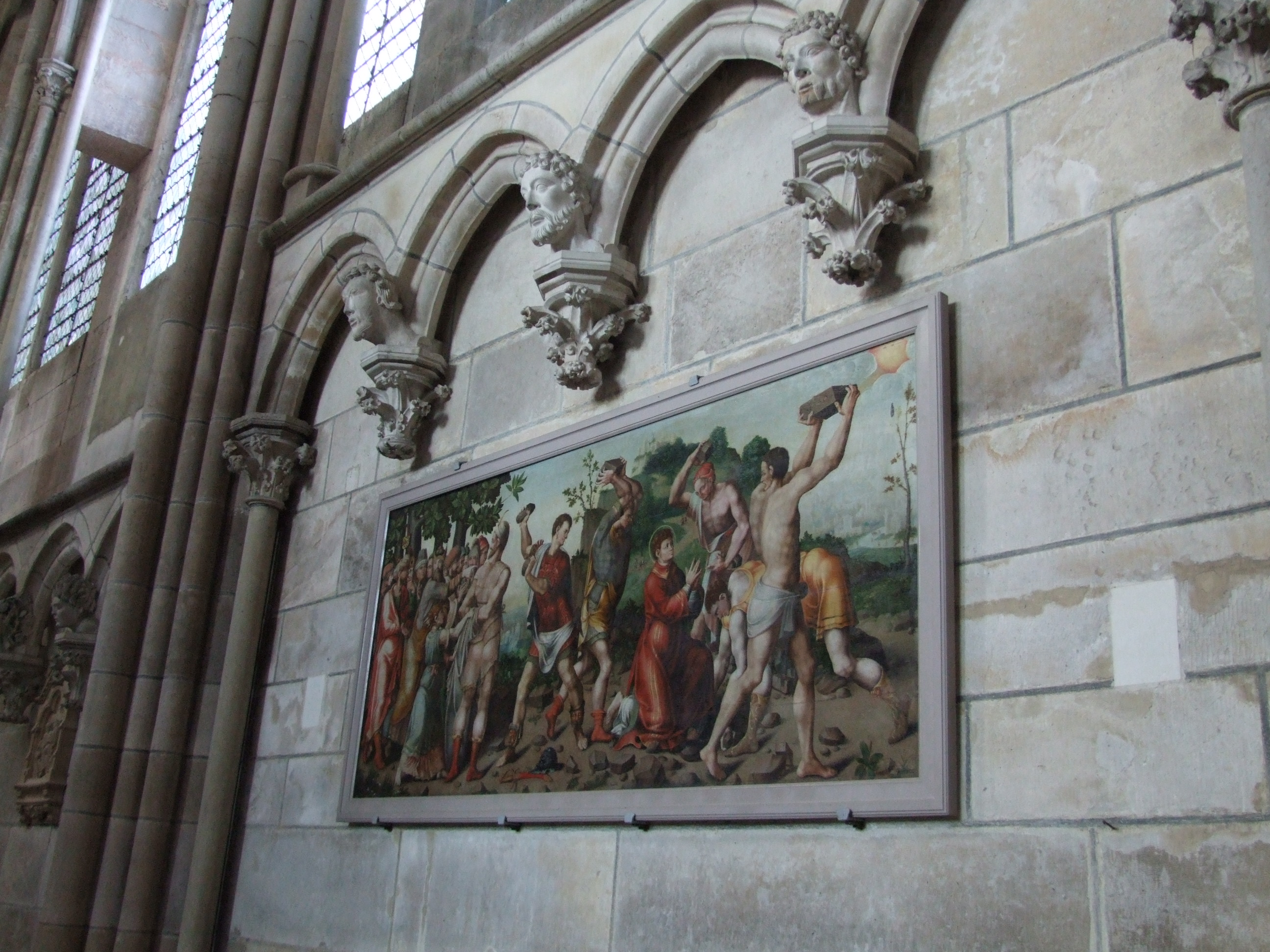
Les murs latéraux du déambulatoire sont garnis d'arcatures dotées de clés pendantes. Elles sont généralement ornées de têtes humaines. Le tableau représente la Lapidation de saint Étienne.
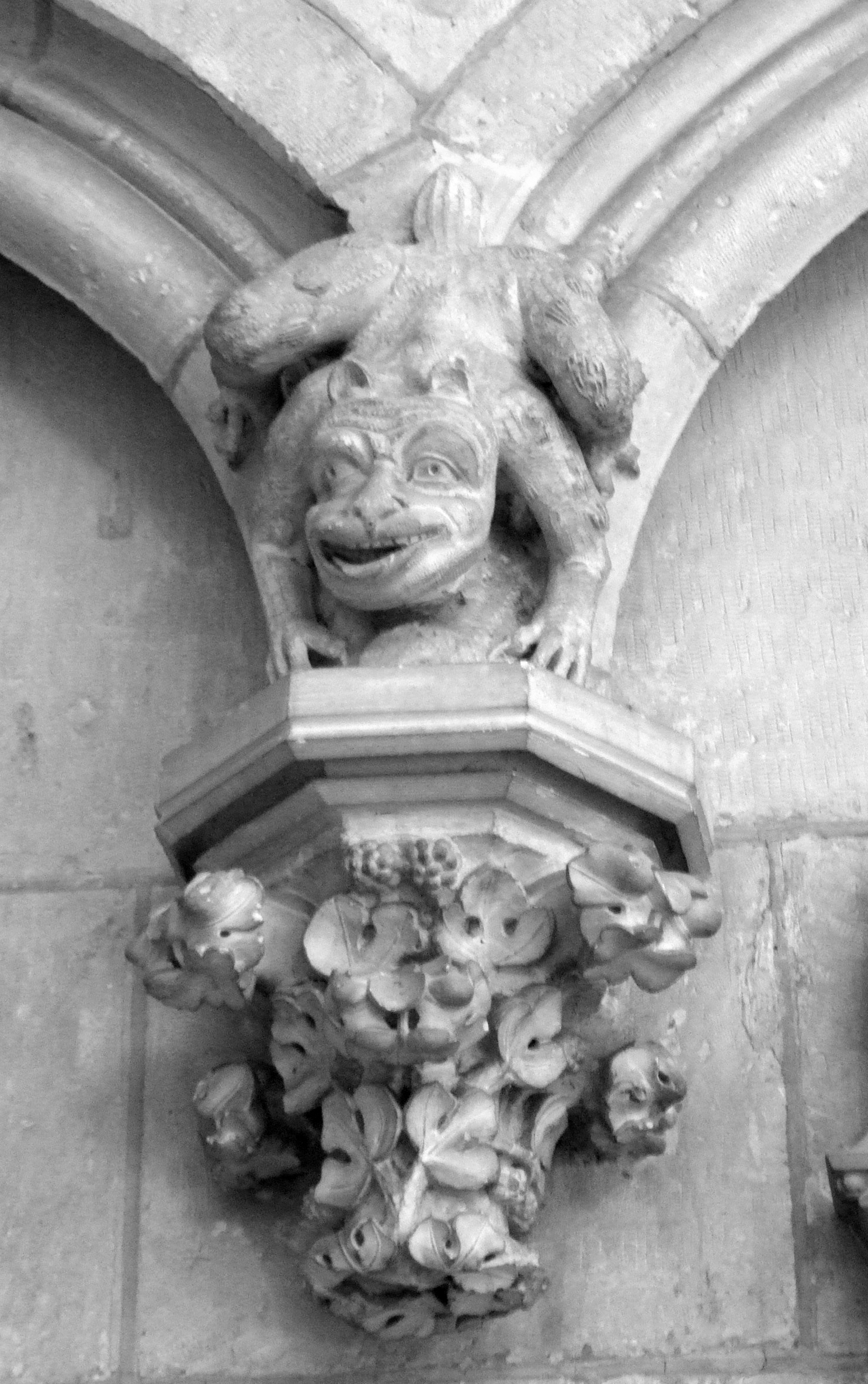
Autre vue des arcatures du déambulatoire : ici, elles sont ornées d'une sculpture grotesque.

### La nef
L'élévation de la nef est à trois niveaux : grandes arcades, triforium aveugle et fenêtres hautes.
À l'inverse du chœur, construit bien plus tôt, la nef est de style gothique rayonnant. Il n'y a donc pas de chapiteaux au niveau des colonnes des grandes arcades.
Moins haut et plus massif que celui du chœur, le triforium de la nef est composé de deux groupes d'arcatures géminées et tréflées par travée. Chaque groupe est surmonté d'un oculus ou remplage quadrilobé. Le triforium laisse ainsi une plus grande place aux importantes fenêtres hautes entièrement composées de vitraux.
Précédée par un vaste narthex, la nef comporte cinq travées barlongues (rectangulaires) et est bordée de ses deux collatéraux sur lesquels s'ouvrent huit chapelles latérales (4 au nord et 4 au sud). Celles-ci datent du XIVe siècle. Les voûtes ne datent que du siècle suivant. Les vitraux sont des XVe et XVIe siècles. La rosace de la façade, du XVIe également, fut posée en 1550 et évoque le Concert Céleste. Elle est due à Guillaume Cornouaille.

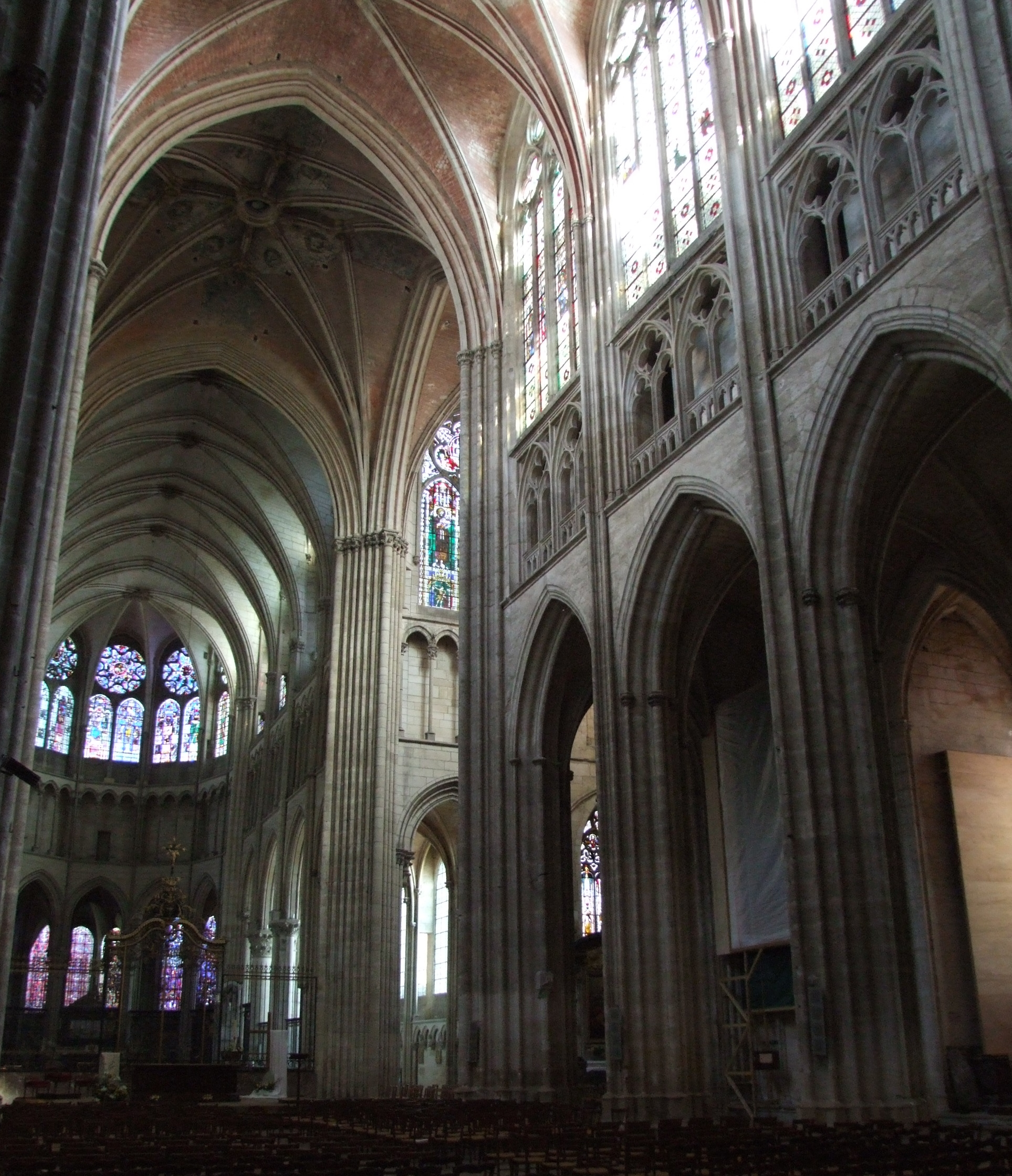
Les trois niveaux d'élévation de la nef. Les colonnes des grandes arcades sont dépourvues de chapiteaux, à l'inverse de celles du chœur ici en arrière-plan.
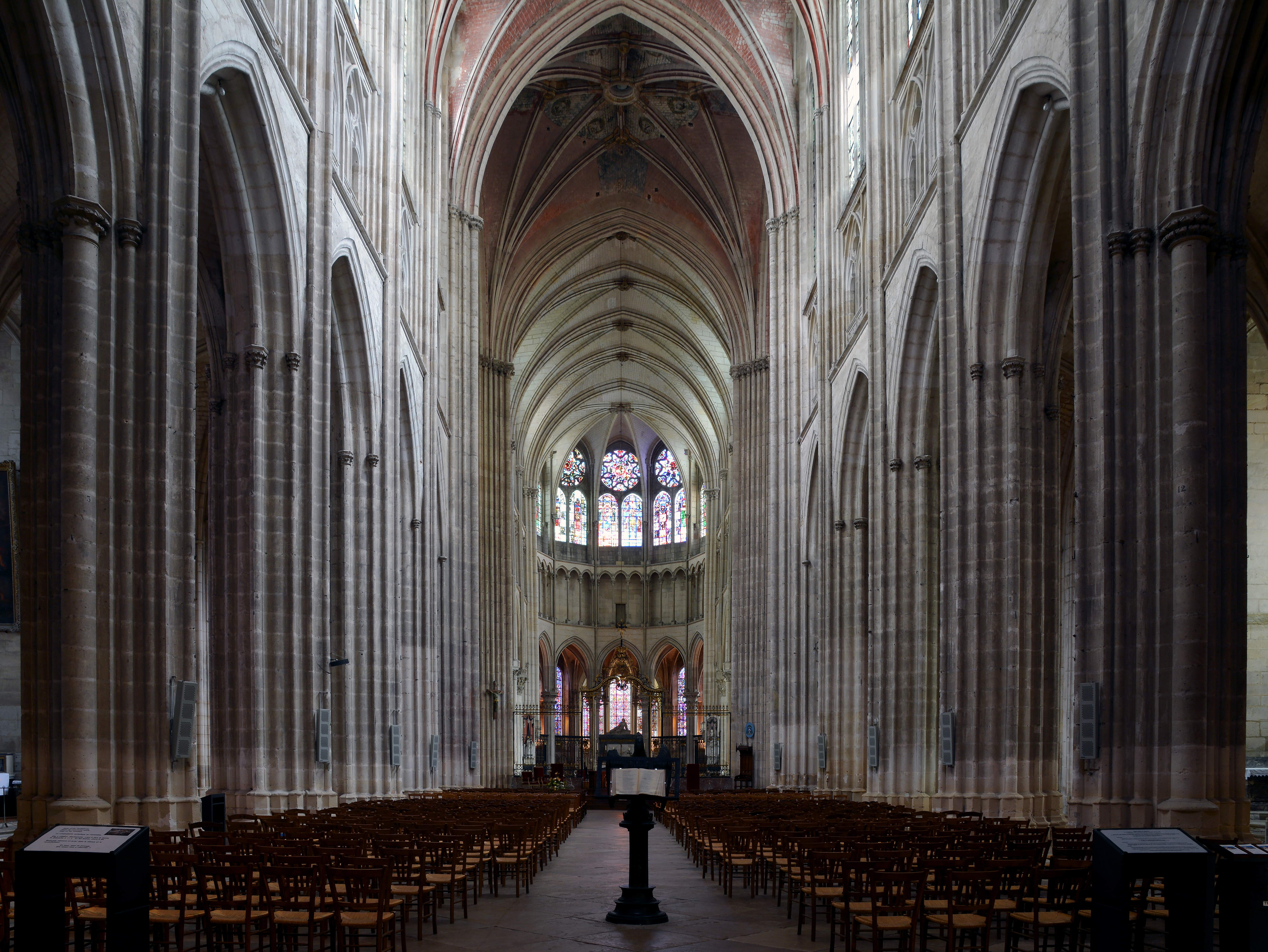
La nef et sa voûte.
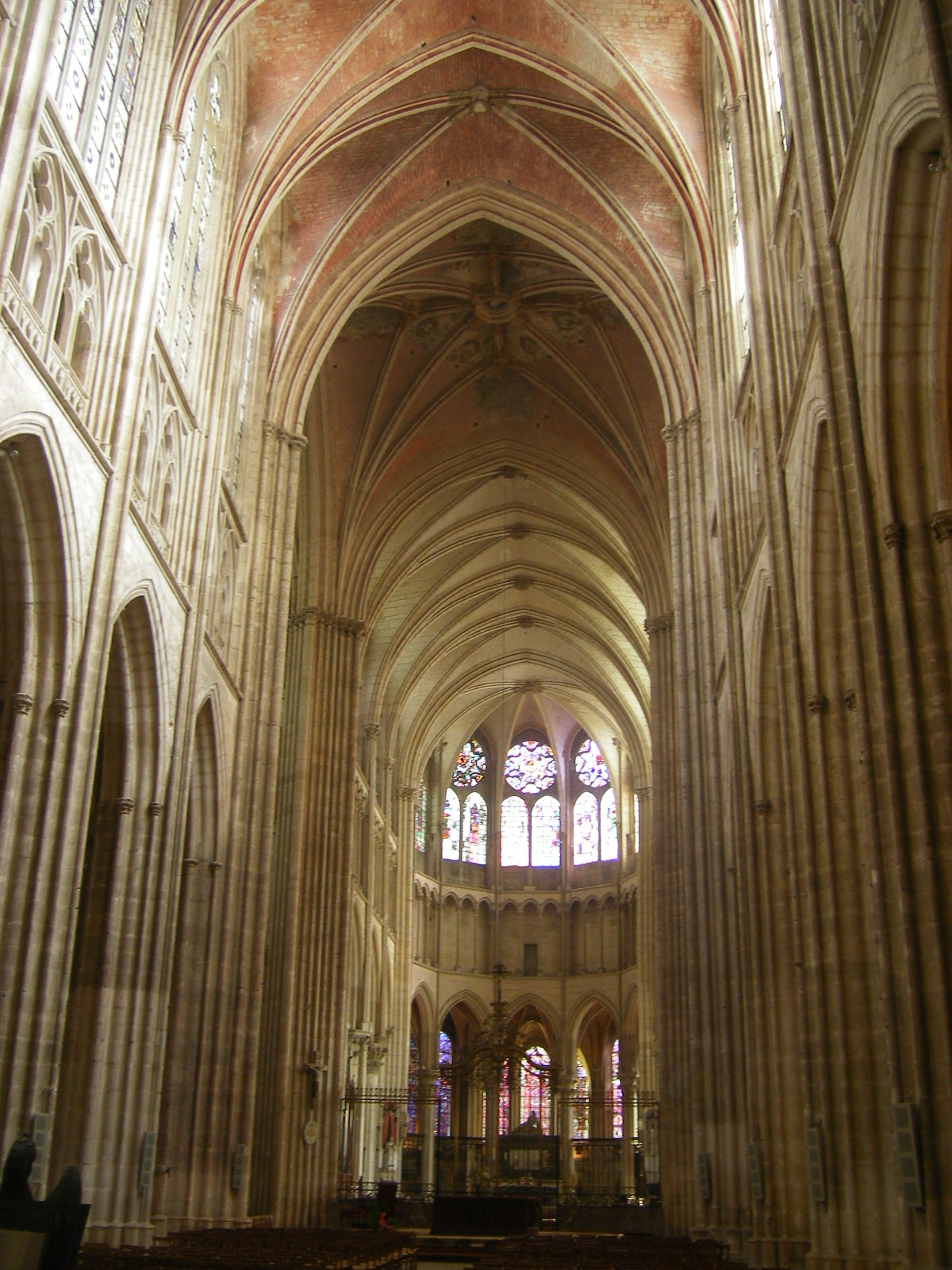
La nef : voûte complexe de la croisée du transept.

#### Les chapelles latérales de la nef
Les chapelles latérales de la nef ne faisaient pas partie du plan initial de l'édifice.
Chaque collatéral voit s'ouvrir quatre chapelles correspondant aux travées 2 à 5, qui précèdent la croisée du transept.
La chronologie des trois dernières chapelles du collatéral sud (troisième, quatrième et cinquième travées) est encore mal établie. On s'accorde cependant pour dire qu'elles sont toutes du XIVe siècle (aux environs des années 1340 ?) et que la construction de la chapelle Saint-André (deuxième chapelle, en troisième travée) viendrait après celle de Saint-Germain (troisième chapelle en quatrième travée). Bien que la chapelle Sainte-Anne (quatrième et dernière chapelle en cinquième travée) reste encore difficile à situer dans l'histoire de la cathédrale, certains pensent (Harry Titus de la Wake Forest University) qu'elle est la plus ancienne.
Cette quatrième chapelle contient les orgues de la cathédrale reconstruites en 1985. Les murs y sont ornés de peintures murales mises au jour lors du démontage de l'ancien orgue.

### Le transept
Les grandes verrières des rosaces des transepts nord et sud sont du XVIe siècle, comme celle de la façade ouest. Elles sont dues aux meilleurs artistes de la région. C'est Germain Michel qui réalisa la verrière et la rosace du bras nord du transept, qui furent posés en 1528. Quant aux vitraux du bras sud, ils sont dus à Guillaume Cornouaille et datent de 1550.

#### Le croisillon sud

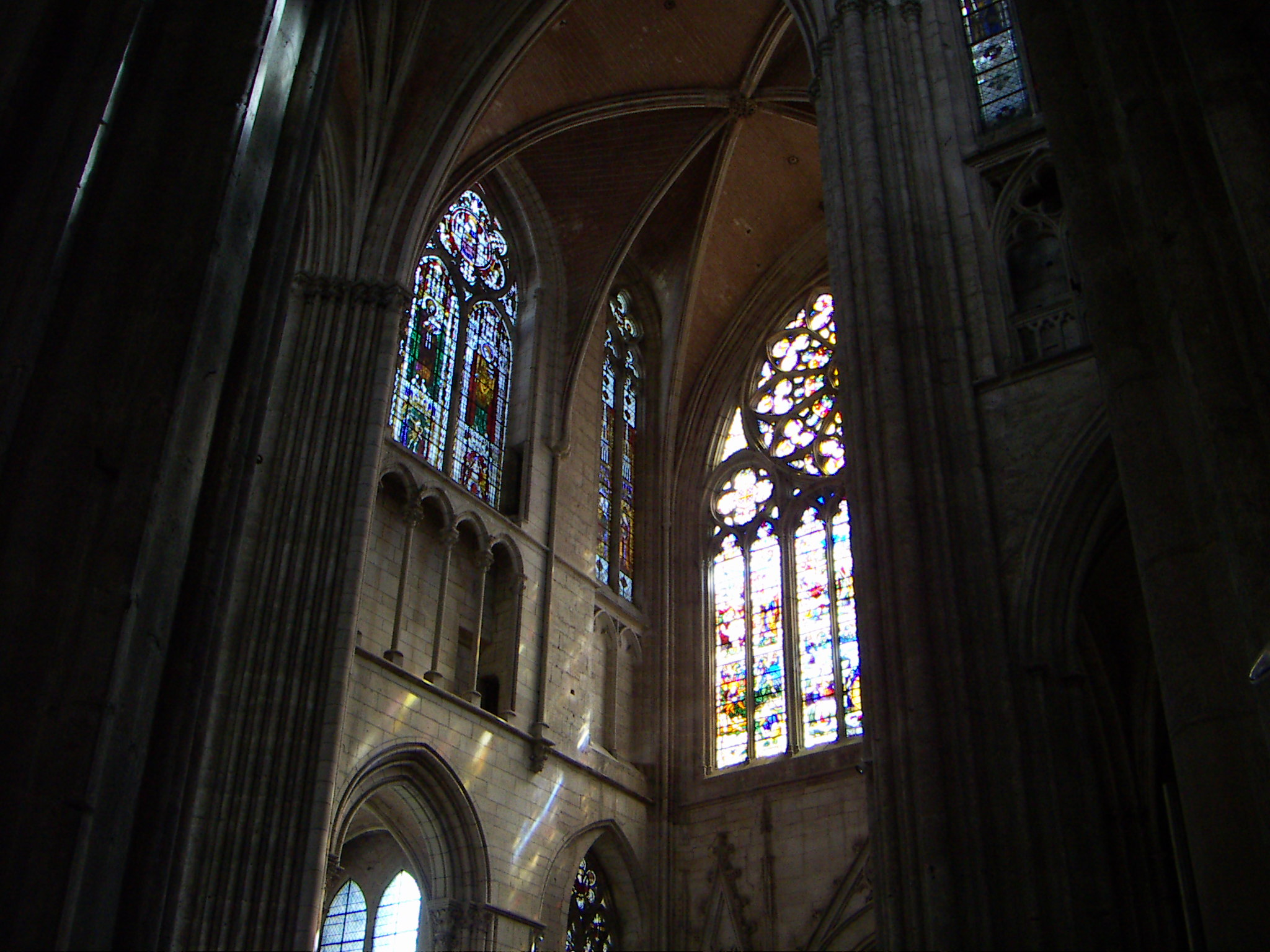
Le croisillon sud du transept avec sa verrière, vu depuis la croisée.

Le croisillon sud du transept, long de deux travées rectangulaires, présente une élévation semblable à celle du chœur. Au niveau du mur oriental, outre les grandes arcades ouvrant sur le déambulatoire, on retrouve le triforium à colonnes fines fort différent de celui de la nef, ainsi que des hautes baies formées de deux lancettes surmontées d'une rose. Au niveau du mur occidental, le triforium est également semblable à celui du chœur, c'est-à-dire à colonnes fines. À noter que la voûte de ce croisillon est sexpartite.
Le mur de fond, correspondant à la façade de style gothique rayonnant du sud de la cathédrale, est doté dans sa partie supérieure d'une superbe et vaste verrière comprenant une belle rosace à dix branches couronnant une très haute claire-voie de huit lancettes. La rosace posée en 1550 représente Dieu le Père au sein des puissances célestes, tandis que la claire-voie nous raconte l'histoire de Moïse.
Il est intéressant de savoir que l'édification de ce croisillon sud a consommé à lui seul près de 5 tonnes de plomb, essentiellement en raison de sa grande verrière avec rosace dont les liaisons sont entièrement faites avec du métal (environ 2,5 tonnes de plomb à ce seul niveau).
Sous ces imposantes fenêtres, en plus de la porte d'entrée correspondant au portail, se trouve un réseau d'arcatures aveugles de fort belle allure. Elles encadraient des statues aujourd'hui disparues. Il en reste cependant les piédestaux sculptés qui constituent de véritables œuvres d'art.

#### Le croisillon nord
Le croisillon nord du transept est avec le haut de la façade occidentale et sa tour, la dernière partie de l'édifice à avoir été construit. Son achèvement date du dernier quart du XVe siècle. Comportant deux travées, comme le croisillon sud, il est recouvert de deux voûtes quadripartites. Sa façade est de style flamboyant. Son mur de fond comporte lui aussi une immense verrière composée d'une rosace flamboyante et d'une claire-voie à huit lancettes, le tout doté de fort beaux vitraux. La rosace, dite rosace de la Vierge des Litanies, posée en 1528, présente une série de figures se rapportant à la Vierge Marie.
Le mur oriental possède la même élévation que celle du chœur, mais le triforium à fine colonnade n'est présent qu'au niveau de la première travée. Le mur occidental, quant à lui est de structure semblable à celle de la nef et est orné d'un triforium analogue à celle-ci. Ce triforium orne les deux travées du croisillon.
Près de la porte se trouve une statue de Jeanne d'Arc, qui passa à Auxerre en 1429, œuvre du sculpteur Pierre Vigoureux et datée de 1920.

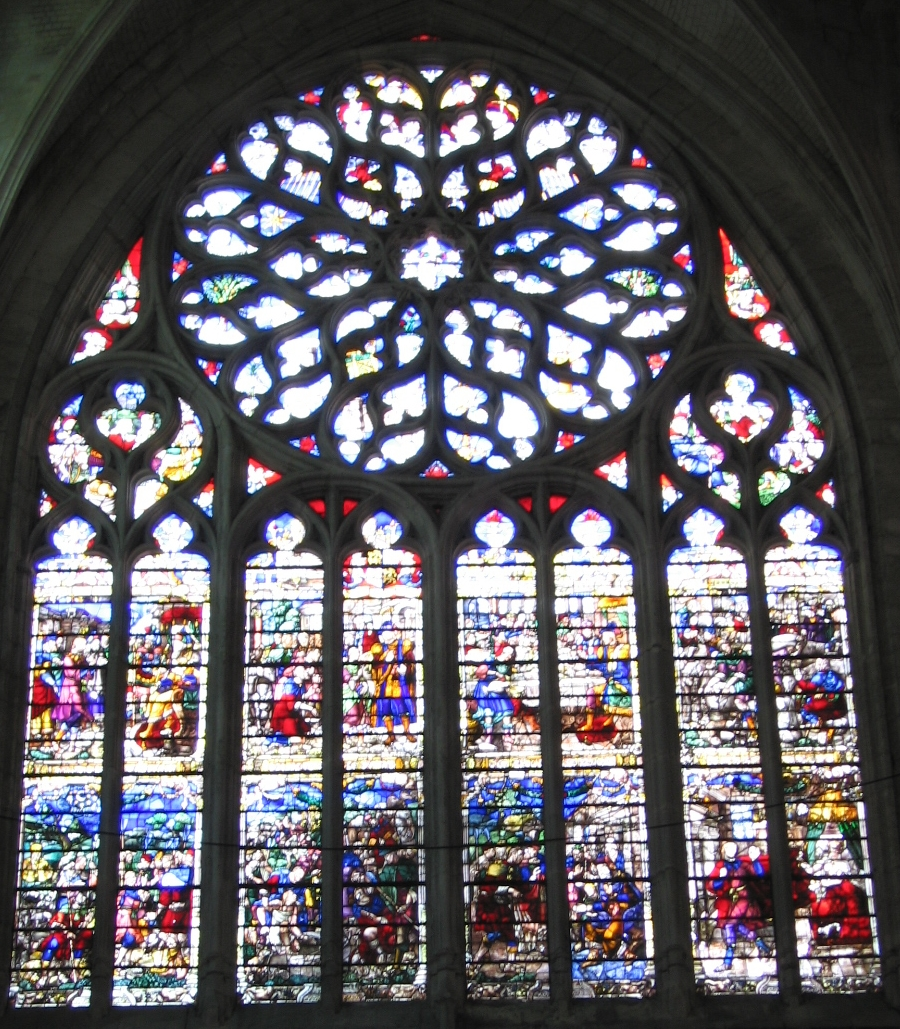
Rosace de la Vierge des Litanies du bras nord du transept de la cathédrale, réalisée par Germain Michel en 1528.
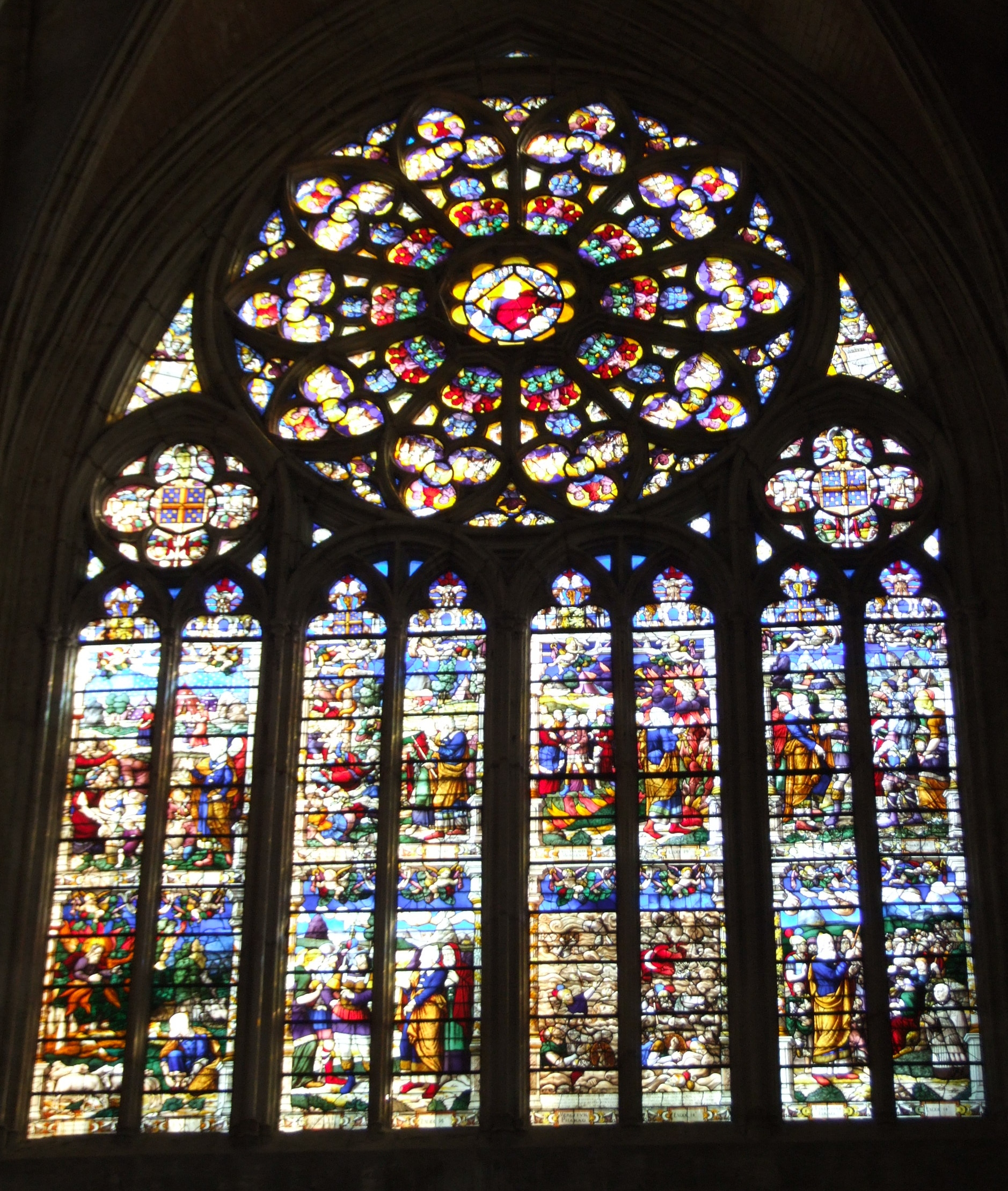
Rosace du croisillon sud du transept, œuvre de Guillaume Cornouaille (1550).

## La crypte

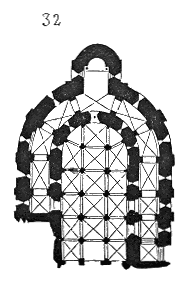
Plan de la crypte.

La crypte romane du XIe siècle est située sous le chœur de la cathédrale. On y accède par la partie sud du déambulatoire de l'église haute (c'est-à-dire à droite du chœur).
La crypte, qui date de 1023, est la partie restante de l'édifice roman qui a précédé la cathédrale actuelle. Elle a une longueur intérieure de 37 mètres. La crypte comporte une nef à trois vaisseaux à voûte d'arêtes et un chevet rond. L'ensemble est entouré d'un déambulatoire, lui aussi voûté d'arêtes, sur lequel s'ouvre une chapelle absidiale voûtée en cul-de-four. Entre ces différents vaisseaux s'élèvent des colonnes massives.
La chapelle absidiale ou axiale se distingue par ses magnifiques fresques des XIIe et XIIIe siècles.
On peut y admirer une fresque romane (début XIIe ou plus sûrement du milieu XIIe) représentant une grande croix, quatre anges à cheval logés dans des médaillons et au centre un magnifique Christ sur un cheval blanc. L'interprétation de ces fresques est énigmatique : passage libre du Christ sur la croix ou apparition du Roi des Rois, le cavalier de l'Apocalypse de saint Jean ?
Sur la voûte en cul-de-four de la chapelle de la crypte, on peut également admirer un Christ pantocrator (fin XIIIe).
La chapelle axiale ainsi que le déambulatoire sont dotés de baies ouvertes vers l'extérieur. Ceci est dû à la déclivité du terrain sur lequel est construite la cathédrale, et qui s'incline progressivement vers le lit de la rivière Yonne situé à l'est de l'édifice.

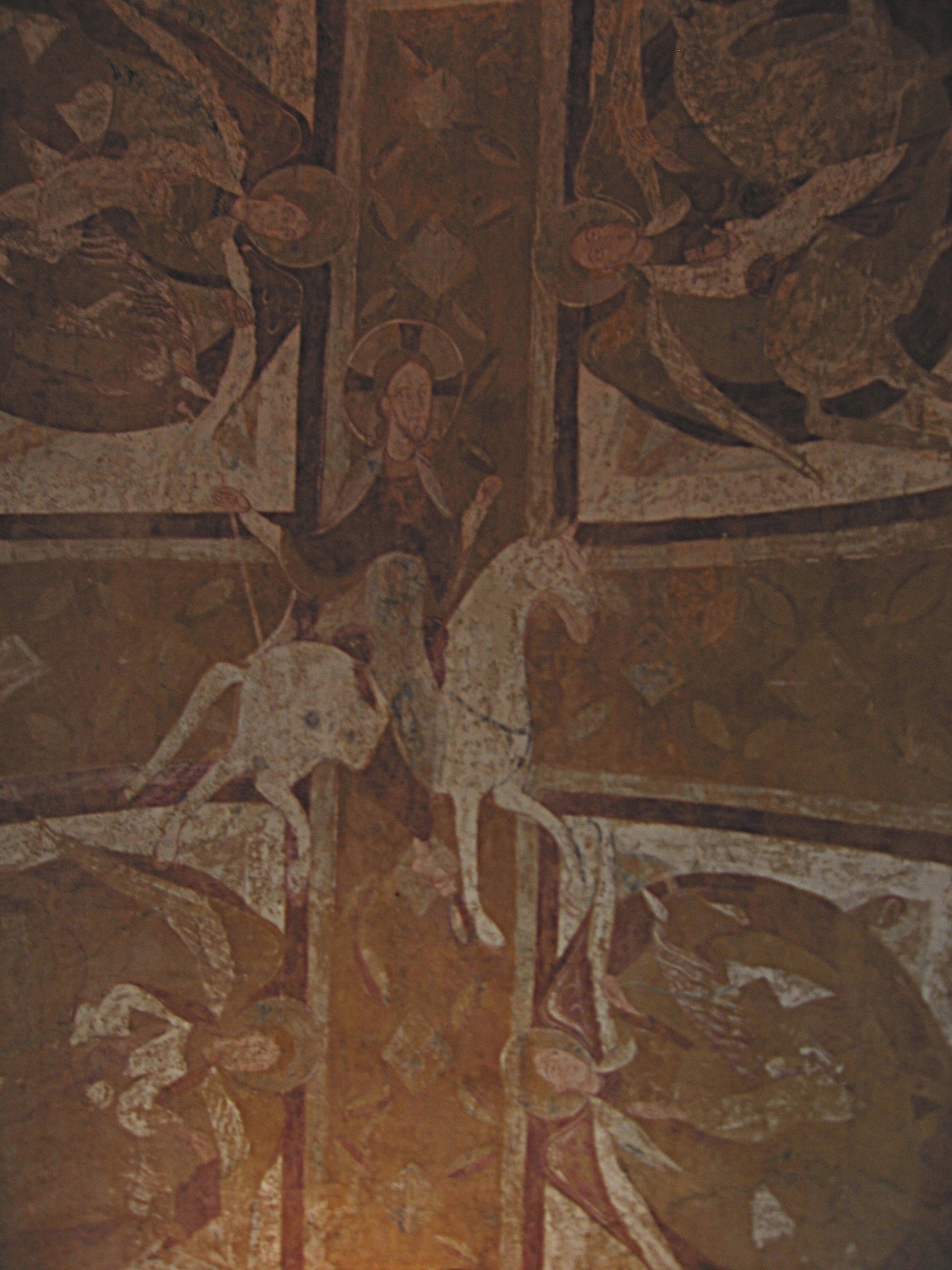
Fresque du Christ à cheval de la voûte de la crypte (XIIe siècle).
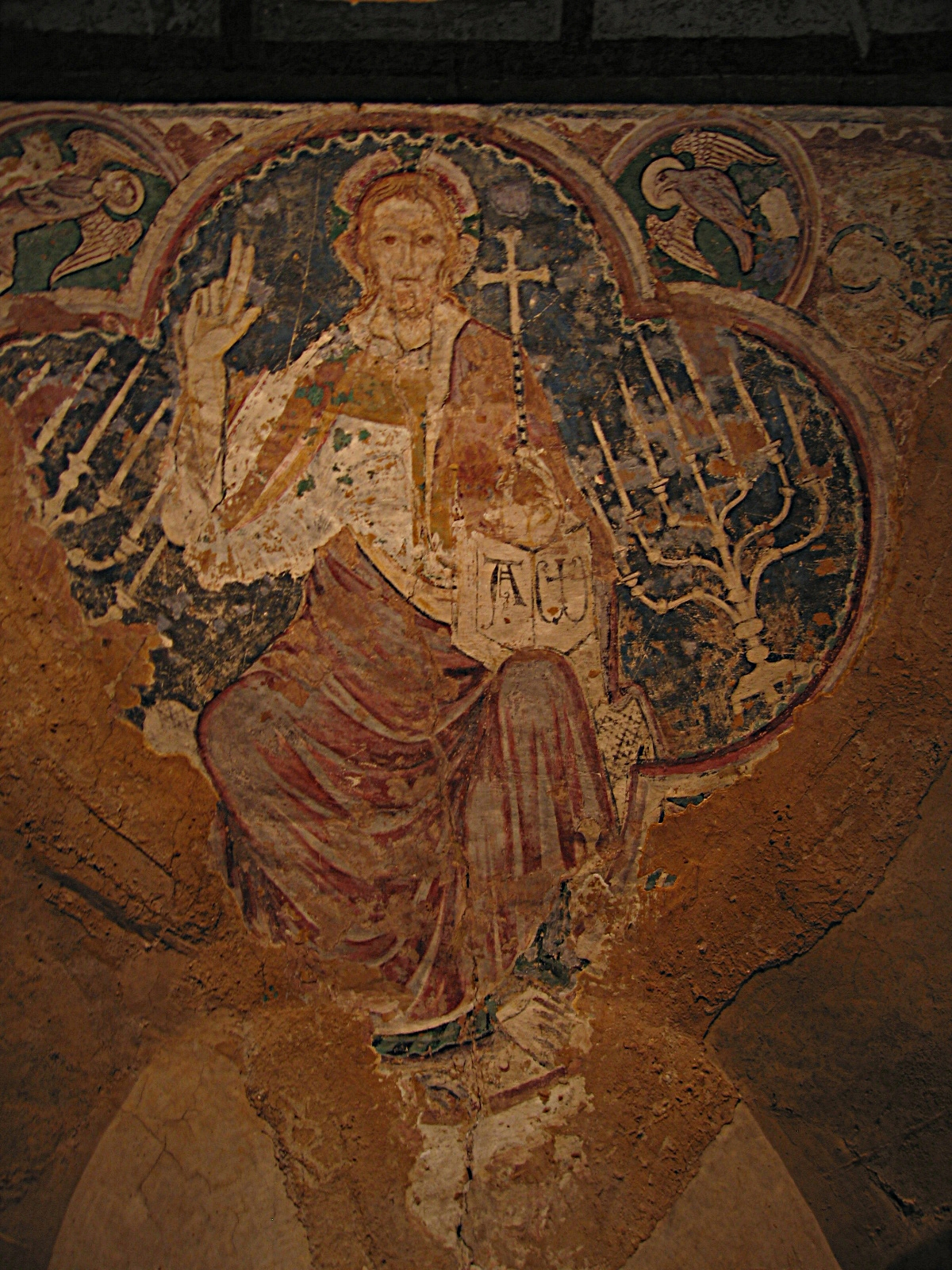
Christ de la voûte de la chapelle absidiale de la crypte.
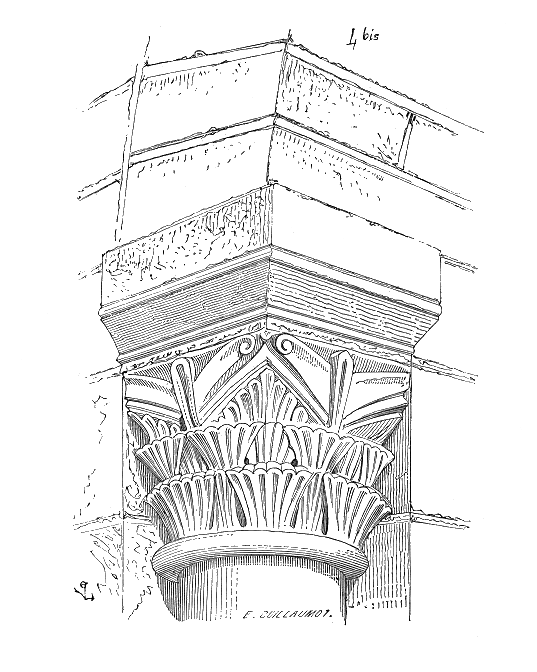
Un chapiteau roman de la crypte situé à l'angle formé par le déambulatoire et la chapelle absidiale. Dessin de Viollet-le-Duc.

## Le trésor
Le trésor présente de nombreux manuscrits enluminés, des ivoires, des bois sculptés, de l'orfèvrerie, ainsi qu'une collection de châsses émaillées de Limoges.

## Le grand orgue

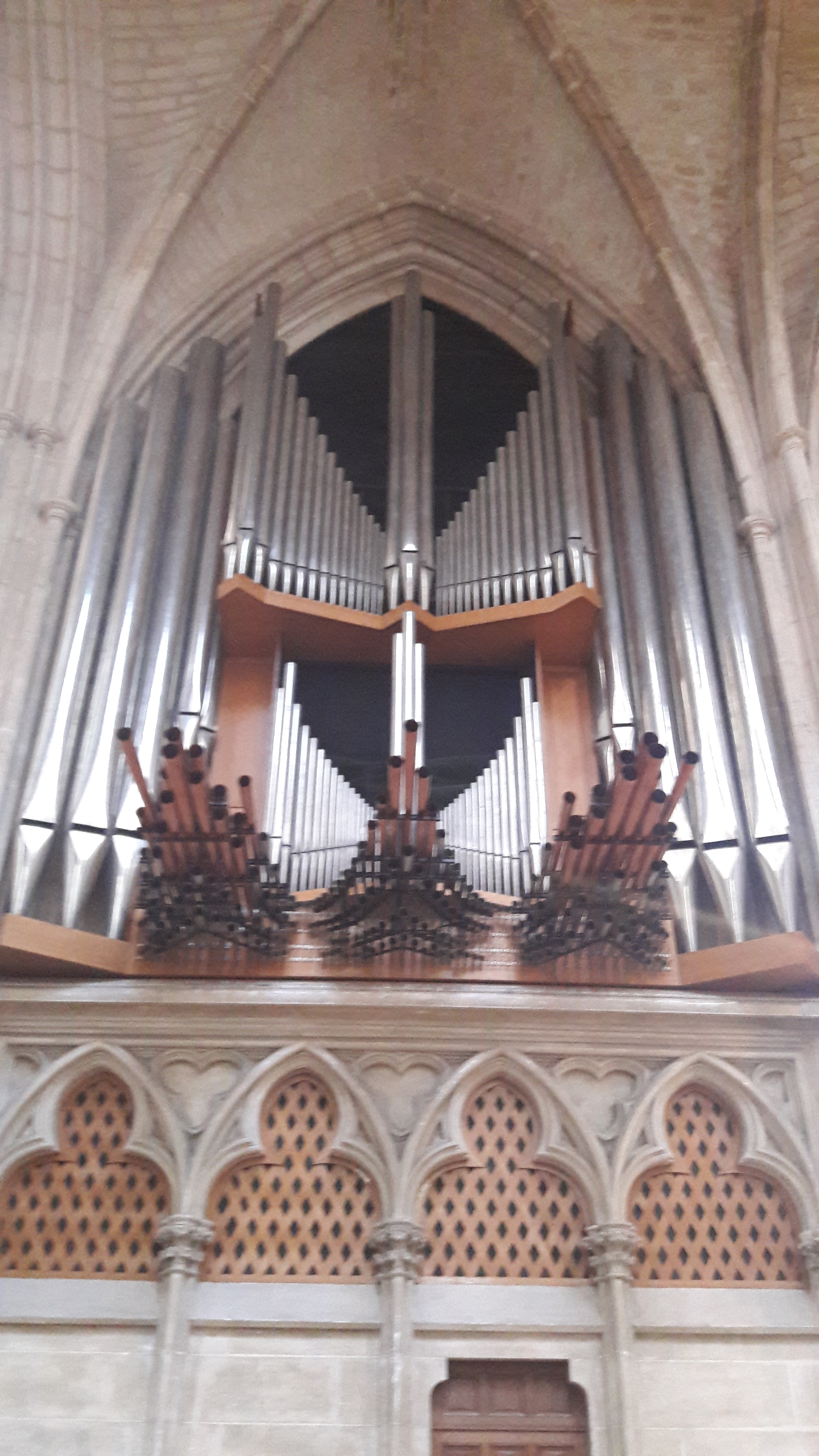
L'orgue moderne

Le grand orgue Anneessens du XIXe siècle, placé dans un buffet néo-gothique, a été remanié en 1952 par Gutschenritter.
Il a été entièrement refait de 1979 à 1986 par le facteur Dominique Oberthür de Saintes, qui réalise un instrument moderne de quarante sept jeux, quatre claviers manuels, transmission mécanique par fils de fibre de carbone, tirage de jeux électrique avec combinateur électronique. Un trait particulier est la présence de tuyaux en chamade.
À la suite de dommages causés par un orage en 2005, l'orgue bénéficie d'une restauration complète en 2011-2012.
Composition
4 clavier 61 n / pédalier 32 n
| I - Grand-Choeur          |
| Chamades (basses) 16'     |
| Chamades (dessus) 16'     |
| Chamades (basses) 8'      |
| Chamades (dessus) 8'      |
| Chamades 4'               |
| Chamades 5 1/3'+2 2/3' II |

| II - Grand-Orgue      |
| Bourdon 16'           |
| Montre 8'             |
| Bourdon conique 8'    |
| Prestant 4'           |
| Grosse tierce 3 1/5'  |
| Doublette 2'          |
| Cornet V              |
| Grosse Fourniture III |
| Grosse Cymbale III    |
| Fourniture III        |
| Cymbale III           |
| Bombarde 16'          |
| Trompette 8'          |
| Clairon 4'            |

| III - Positif |
| Principal 8'  |
| Bourdon 8'    |
| Montre 4'     |
| Flûte 4'      |
| Nasard 2 2/3' |
| Quarte 2'     |
| Tierce 1 3/5' |
| Piccolo 1'    |
| Mixtur IV     |
| Cromorne 8'   |

| IV - Récit expressif |
| Bourdon 8'           |
| Dulciane 8'          |
| Voix céleste 8'      |
| Flûte 4'             |
| Principal 2'         |
| Larigot 1 1/3'       |
| Cornet III           |
| Scharff III          |
| Basson 16'           |
| Trompette 8'         |
| Voix humaine 8'      |
| Clairon 4'           |

| Pédale       |
| Soubasse 32' |
| Flûte 16'    |
| Soubasse 16' |
| Flûte 8'     |
| Flûte 4'     |
| Basson 32'   |
| Bombarde 16' |
| Trompette 8' |
| Clairon 4'   |

## Les cloches
Le clocher abrite une sonnerie de 4 cloches de volée (accord parfait de Sol majeur).
- Thérèse (bourdon) : Sol 2 - 4.750 kilos, fondue en 1836 par Cochois
- Marguerite : Si 2 - 2.500 kilos, fondue en 1841 par Jean-Claude II Burdin, fondeur à Lyon
- Marie-Félicité : Ré 3 - 1.800 kilos, fondue en 1841 par Jean-Claude II Burdin, fondeur à Lyon
- Marie-Anne : Sol 3 - 550 kilos, fondue en 1841 par Jean-Claude II Burdin, fondeur à Lyon

## Galerie

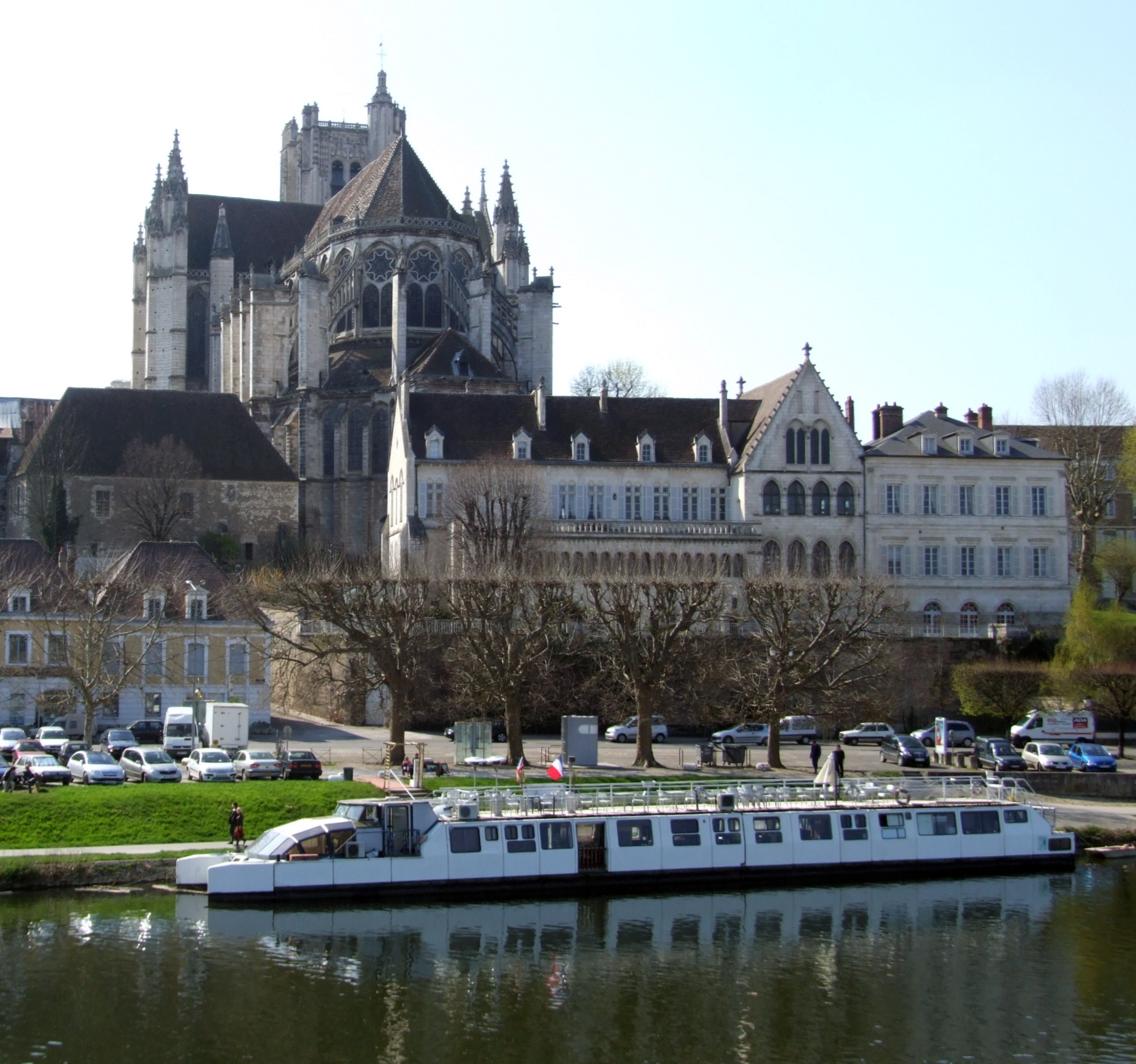
Chevet de la cathédrale. À l'avant-plan, l'Yonne et le port de plaisance. Au second plan, la préfecture de l'Yonne, ancien palais épiscopal avec sa célèbre galerie romane.
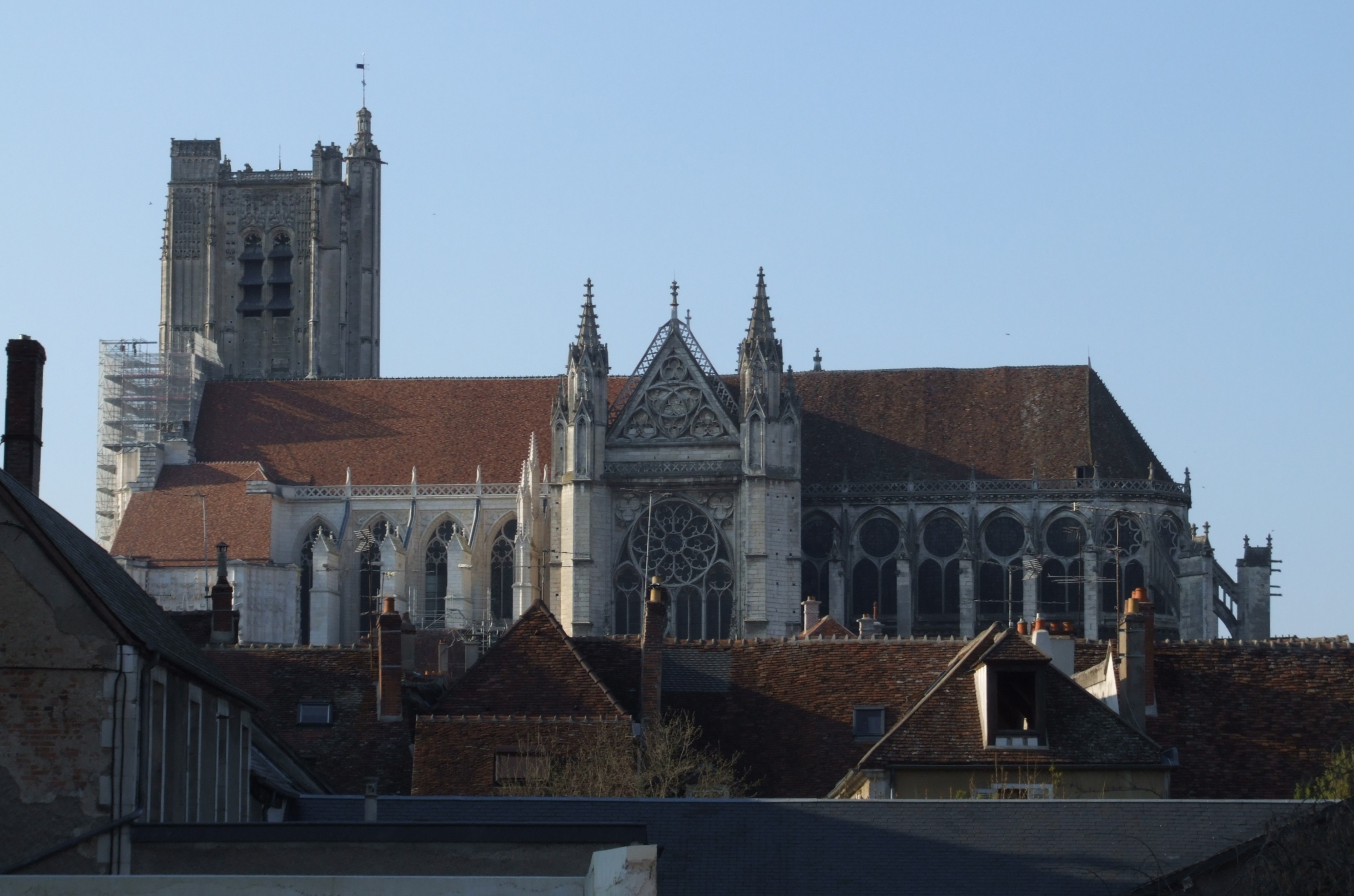
Côté sud de la cathédrale, avec la tour et sa tourelle d'escalier.
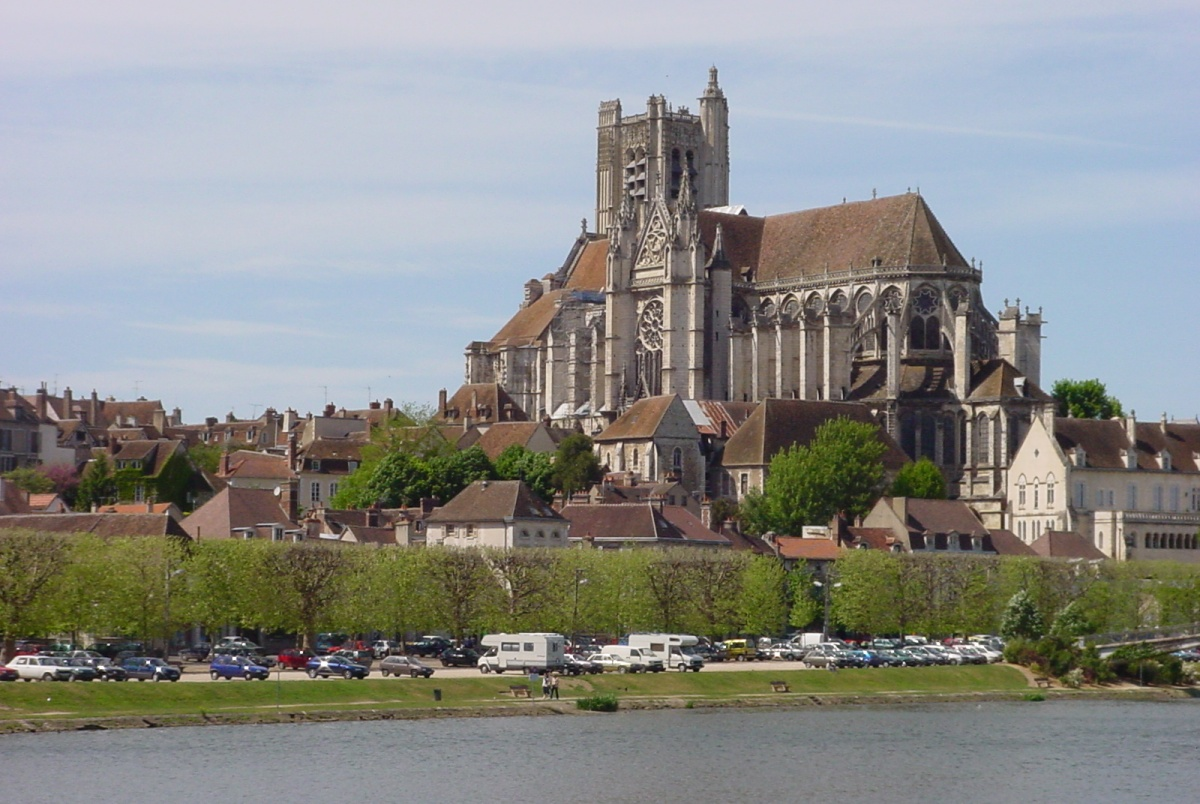
La cathédrale vue depuis le sud-est en 2020.
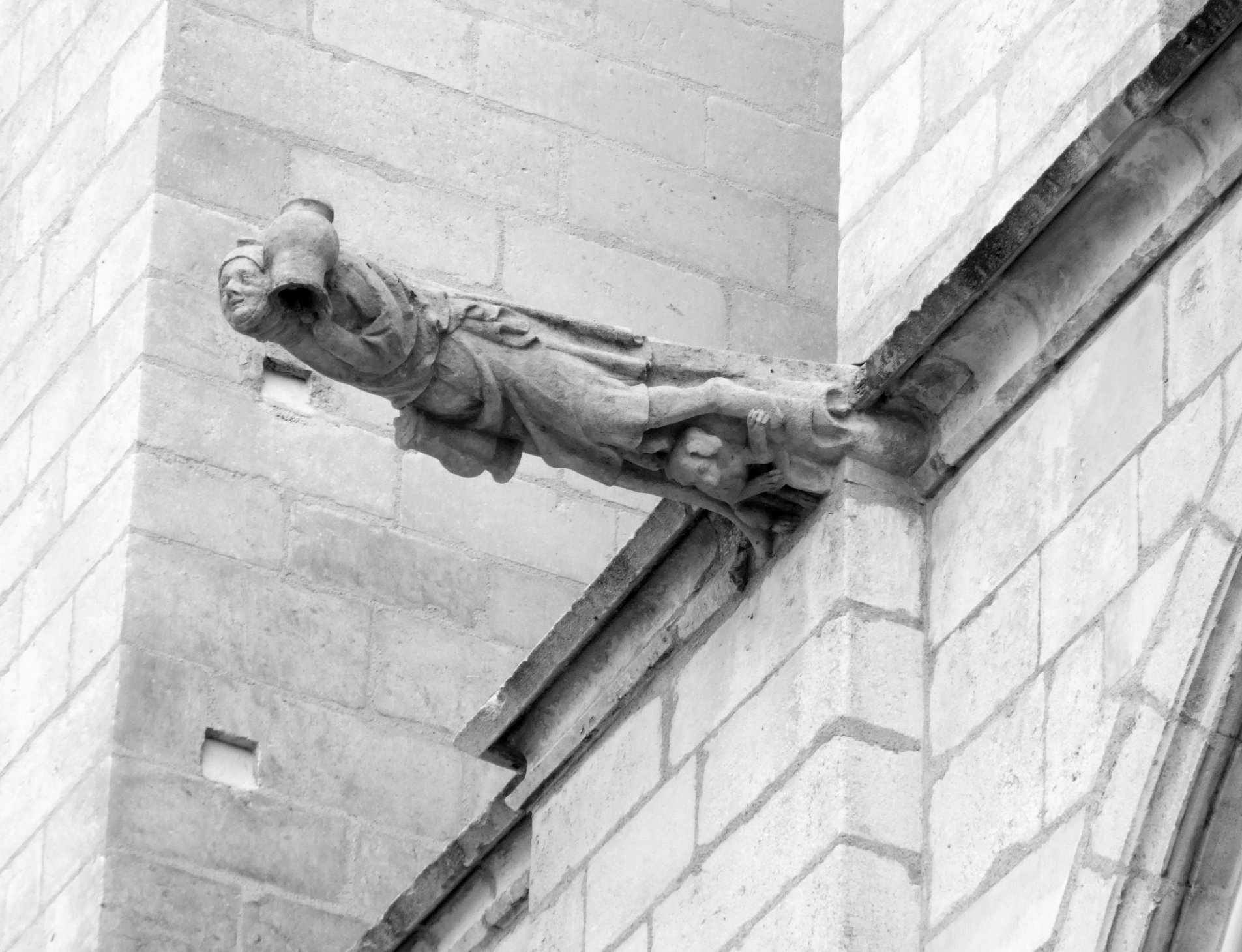
Une gargouille.

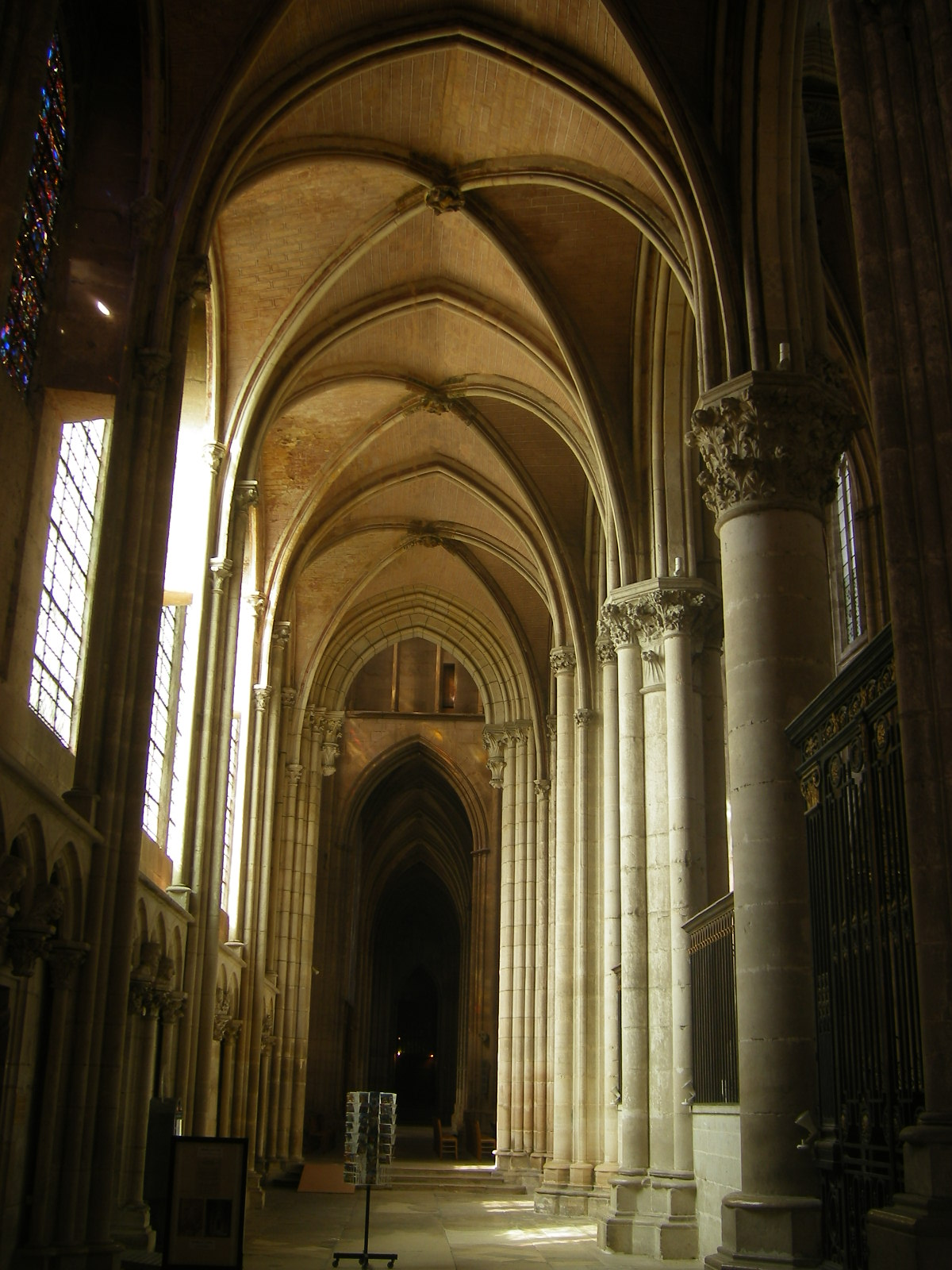
Le déambulatoire du côté sud du chœur, vue d'est en ouest. Au fond, au-delà du transept, le bas-côté sud de la nef.
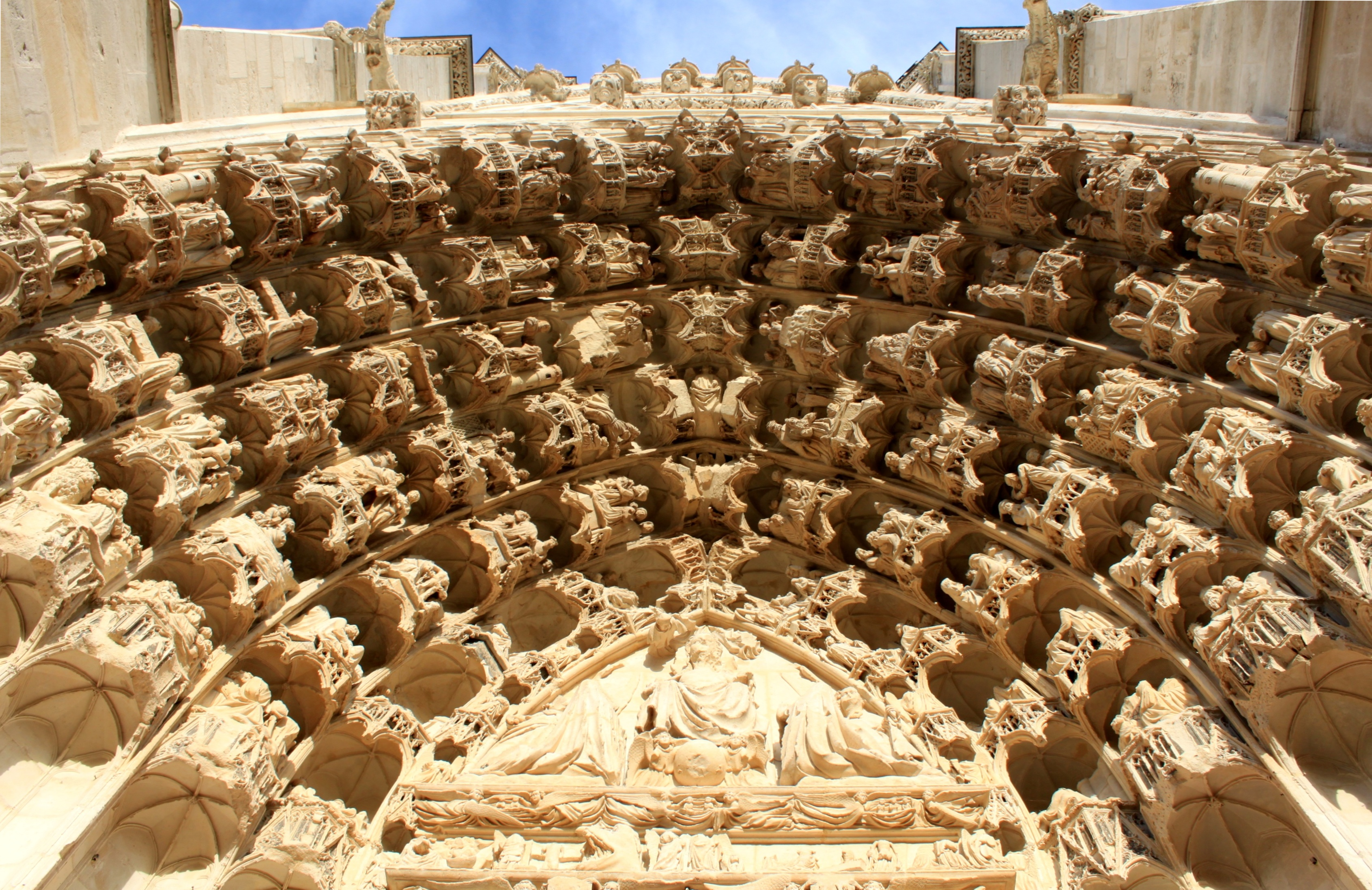
Voussures du portail central de la façade ouest.

## L'ensemble cathédral
Les cathédrales sont de façon générale dotées d'autels annexes, dont l'un dédié à Notre-Dame. Au fil du temps le terrain de l'ensemble religieux s'accroît, et des églises contiguës correspondant aux autels annexes sont bâties - l'ensemble formant toujours « la cathédrale » bien que ce mot ne s'applique qu'à l'une des églises du lieu. La tradition tend à faire bâtir trois églises, dédiées une à Notre-Dame, une à Saint-Jean-Baptiste et une au martyr local ; l'emplacement respectif des églises entre elles peut varier : l'église Notre-Dame peut être au milieu ou, comme à Auxerre, en première position vers le nord ; dans ce dernier cas l'église de Saint-Jean-Baptiste est au milieu et celle de Saint-Étienne, le martyr choisi à Auxerre, est au sud. Or à Auxerre l'église Saint-Étienne pouvait se permettre plus d'agrandissements car elle était située plus loin des rues. Mais elle n'éclipsa l'église de Saint-Jean-le-Rond qu'à partir du XVe siècle. L'église de Notre-Dame resta debout, sans changement (cette dernière datant de la fin du IIIe siècle). Dans l'esprit de tous la cathédrale était aussi Notre-Dame-de-la-Cité, qui en faisait partie intégrante : jusqu'au XIIe siècle la cathédrale elle-même est parfois nommée « église Sainte-Marie-et-Saint-Étienne » (« Sancta Maria et Sanctus Stephanus »), comme c'est le cas dans un titre de l'évêque Alain datant de 1157. Et jusqu'à cette période, Notre-Dame est dirigée par un "chanoine diacre de Saint-Étienne".
L'ancien ensemble canonial se trouve au sud de la cathédrale. Pré-datant les premières fortifications de la ville qui l'incluaient dans leur enceinte, il était le centre du quartier de la cathédrale. La plupart de ses bâtiments, qui entouraient le cloître des chanoines, ont été démolis ou transformés ; ils ne sont pas accessibles au public. Restent un grand bâtiment rectangulaire avec une charpente en carène du XVe siècle, qui abrite la salle capitulaire ; et quelques vestiges d'époque romane.
Les maisons canoniales ont été construites entre le XVe siècle et le XVIIIe siècle ; elles sont pourvues de caves gothiques. L'église Saint-Clément, construite fin XIIe siècle ou début XIIIe siècle, a un pignon haut sur son côté Est et est composée de deux chapelles superposées, voûtées en ogives.
Au Moyen Âge, le quartier de la cathédrale comprenait également le palais épiscopal, maintenant siège de la préfecture, et les édifices disparus de l'église collégiale Notre-Dame-de-la-Cité, de l'ancien baptistère Saint-Jean-le-Rond et de l'église paroissiale Saint-Pierre-en-Château,.